# ヴァルミア＝マズールィ県
ヴァルミア＝マズールィ県（Warmian–Masurian Voivodeship (ポーランド語: Województwo warmińsko-mazurskie, 発音 [vɔjɛˈvut͡stfɔ varˈmij̃skɔ maˈzurskʲɛ] ( 音声ファイル))）は、ポーランド北部の県である。県都はオルシュティン。北ではバルト海やロシアの飛び地のカリーニングラード州と接していて、国内ではポドラシェ県、マゾフシェ県、クヤヴィ・ポモージェ県、ポモージェ県と接している。東プロイセンの南部に相当する。

## 歴史

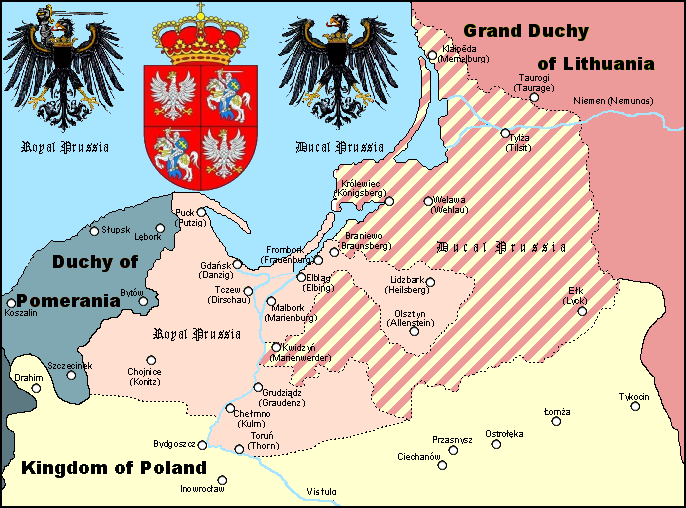
1575年のプロシア地方
ポーランド王領プロイセン（薄いピンク）と
プロシア公領（斜線）

この一帯はプロシア（ドイツ語プロイセン、ポーランド語プルスィ）地方と呼ぶ。プロシア地方の都市の大部分に混血のバルト・ドイツ人が住んでいたが、ドイツ騎士団の支配を嫌い、1440年にプロイセン同盟を結成してポーランド王国に直接従属した。プロイセン同盟を庇護するポーランド王国とプロイセン同盟支配を目論むドイツ騎士団の激しい戦いの結果、ポーランド王国が勝利し、1466年よりこの地の西部はポーランド王国の領土である王領プロイセン、東部はポーランド王国に従属するドイツ騎士団領。ドイツ騎士団領内であっても諸都市はポーランド王国による直接の庇護を受けた。
ドイツ騎士団領は1525年より騎士修道会としての領有を廃止して世俗化し、ポーランド王国を宗主国とする従属国のプロシア公領として、ポーランド＝リトアニア同君連合王国の領土となる。プロシア公領内の諸都市は1569年に自由都市としてポーランド王国に直接加盟した。
1660年、プロシア公領はポーランド内外の大戦乱で敵国側に寝返り、オリヴァ条約で独立しプロイセン公国となった。プロイセン公国は1701年よりブランデンブルク公国と合わせて「王国」を自称することを始め、プロイセン王国となった。1772年、第1次ポーランド分割により王領プロイセン全域と、ポーランド王国に加盟していた諸都市はプロイセン王国に併合された。のちにこの一帯はドイツ帝国領となった。
第一次世界大戦でドイツ帝国が敗北すると、新生ポーランドが独立し、ヴェルサイユ条約によりエルブロンクなどがある西プロシア地方を獲得、ポーランド領の一地方とした。残った東部はドイツ領東プロイセンとしてそのままドイツの飛び地となった。1939年、ナチス・ドイツとソビエト連邦によるポーランド侵攻で西プロシア地方はナチス・ドイツに実効支配されたが、これは単なる暴力的占領でありドイツ領として正式には認められていない。
1945年、第二次世界大戦のドイツ敗北によってソ連軍が占領。ヤルタ会談に従ってポーランドは西プロシアの全域とドイツ領東プロイセンの南半分を獲得して、そのままヴァルミア県とマズールィ県となった（ドイツ領東プロイセンの北半分はカリーニングラード州としてソ連が併合）。
1999年の県合併によりヴァルミア＝マズールィ県となって現在に至る。

## 地域区分
- 郡 (powiat)
  - バルトシツェ郡 (Powiat bartoszycki)
    - バルトシツェ（バルテンシュタイン） Bartoszyce

  - ブラニェヴォ郡 (Powiat braniewski)
    - ブラニェヴォ（ブラウンスベルク） Braniewo
    - フロンボルク（フラウエンブルク） Frombork

  - ジャウドヴォ郡 (Powiat działdowski)
    - ジャウドヴォ（ゾルダウ・イン・オストプロイセン） Działdowo

  - エルブロンク郡 (Powiat elbląski)
    - エルブロンク（エルビング） Elbląg
    - パスウェンク（プロイシッシュ・ホラント）Pasłęk

  - エウク郡 (Powiat ełcki)
    - エウク（リュック） Ełk

  - ギジツコ郡 (Powiat giżycki)
    - ギジツコ（レッツェン） Giżycko

  - イワヴァ郡 (Powiat iławski)
    - イワヴァ（ドイチュ・アイラウ） Iława

  - ケントシン郡 (Powiat kętrzyński )
    - ケントシン（ラステンブルク） Kętrzyn

  - リズバルク郡 (Powiat lidzbarski)
    - リズバルク＝ヴァルミニスキ（ハイルスベルク） Lidzbark Warmiński
    - ゴロヴォ（ランツベルク） Gorowo

  - ムロンゴヴォ郡 (Powiat mrągowski)
    - ムロンゴヴォ（ゼンスブルク） Mrągowo
    - ミコワイキ（ニコライケン） Mikołajki

  - ニジツァ郡 (Powiat nidzicki)
    - ニジツァ（ナイデンベルク） Nidzica

  - ノヴェ＝ミャスト郡 (Powiat nowomiejski)
    - ノヴェ＝ミャスト＝ルバフスキェ（ノイマルク） Nowe Miasto Lubawskie
    - リズバルク（ラウテンブルク） Lidzbark

  - オレツコ郡 (Powiat olecki)
    - オレツコ（トロイブルク） Olecko

  - ゴウダプ郡 (Powiat gołdapski)
    - ゴウダプ（ゴルダップ） Gołdap

  - オルシュティン郡 (Powiat olsztyński)
  - オストルダ郡 (Powiat ostródzki)
    - オストルダ（オステローデ・イン・オストプロイセン） Ostróda
    - オルシュティン（アレンシュタイン） Olsztyn
    - モロンク（モールンゲン） Morąg
    - ステンバルク（タンネンベルク） Stębark
    - グルンヴァルト（グリューンフェルデ） Grunwald

  - ピシュ郡 (Powiat piski)
    - ピシュ（ヨハニスベルク） Pisz

  - シュチトノ郡 (Powiat szczycieński)
    - シュチトノ（オルテルスブルク） Szczytno

  - ヴェンゴジェヴォ郡 (Powiat węgorzewski)
    - ヴェンゴジェヴォ（アンガーブルク） Węgorzewo(L.-Welski, L.-Dziadowski)
- 特別市
  - エルブロンク（エルビング） (Elbląg)
  - オルシュティン（アレンシュタイン） (Olsztyn)

## 観光地
太字は読むときのアクセント（強勢）。

### マズールィ湖水地方
マズールィ湖水地方は県内にある湖水地方で、シニャルドヴィ湖をはじめとする数十の大小の湖があり、森林、湿地、水面からなる美しい風景が広がる。一帯にはヴォイノヴォなど古儀式派の伝統を保つ村があり、独特なバーニャ小屋を備えた木造建築が多く見られる。
この地形は数万年前のスカンジナビア氷床の活動の結果であり、湖の多くは腐植栄養湖で泥炭地の植生がある。一帯には多様な生態系があり、多数の希少種、保護対象種または遺存種の維管束植物、隠花植物、地衣類、菌類、脊椎動物および無脊椎動物が生息している。また、馬のコニックとポーランド赤牛の保護と繁殖も行われる。コブハクチョウの個体群があるウクナイノ湖とその周辺は1976年にユネスコの生物圏保護区に指定され、1977年にラムサール条約に登録された。

### バルチャニ
バルチャニは、先住民である古プロシア人の村であったが、チュートン騎士団によって征服され、1240年に砦が築かれた。14世紀に建設されたチュートン騎士団城や教会が見どころ。自治体（グミナ）の公式サイト（ポーランド語）あり。

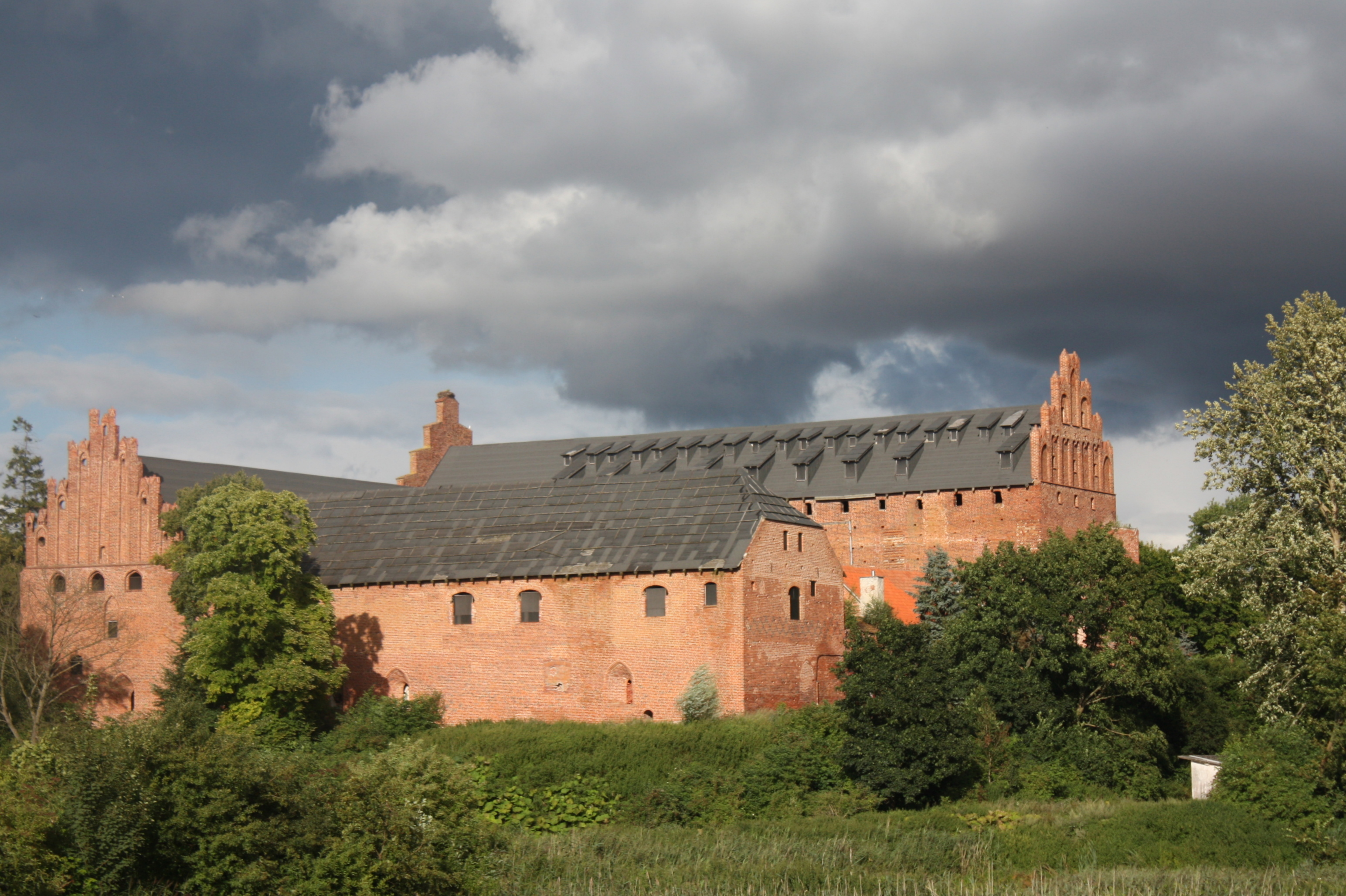
チュートン騎士団城
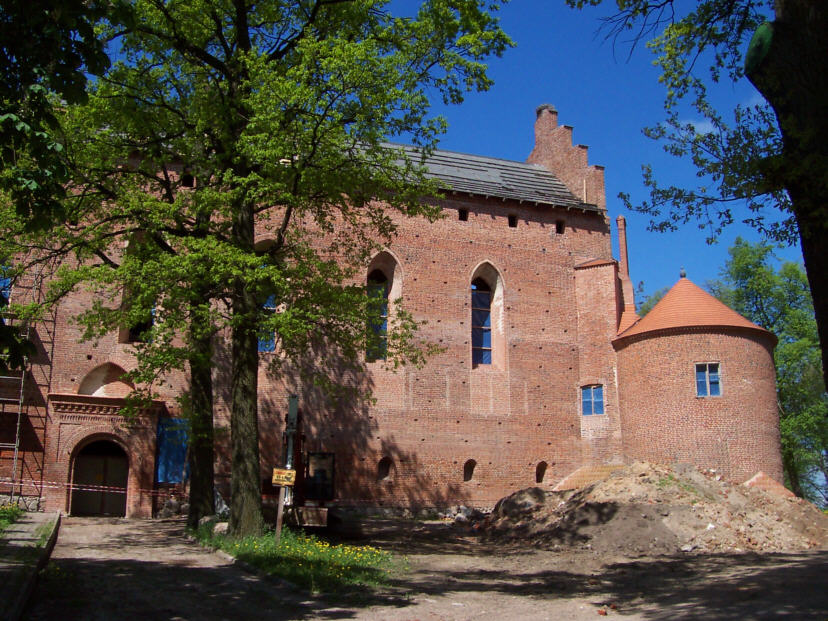
チュートン騎士団城
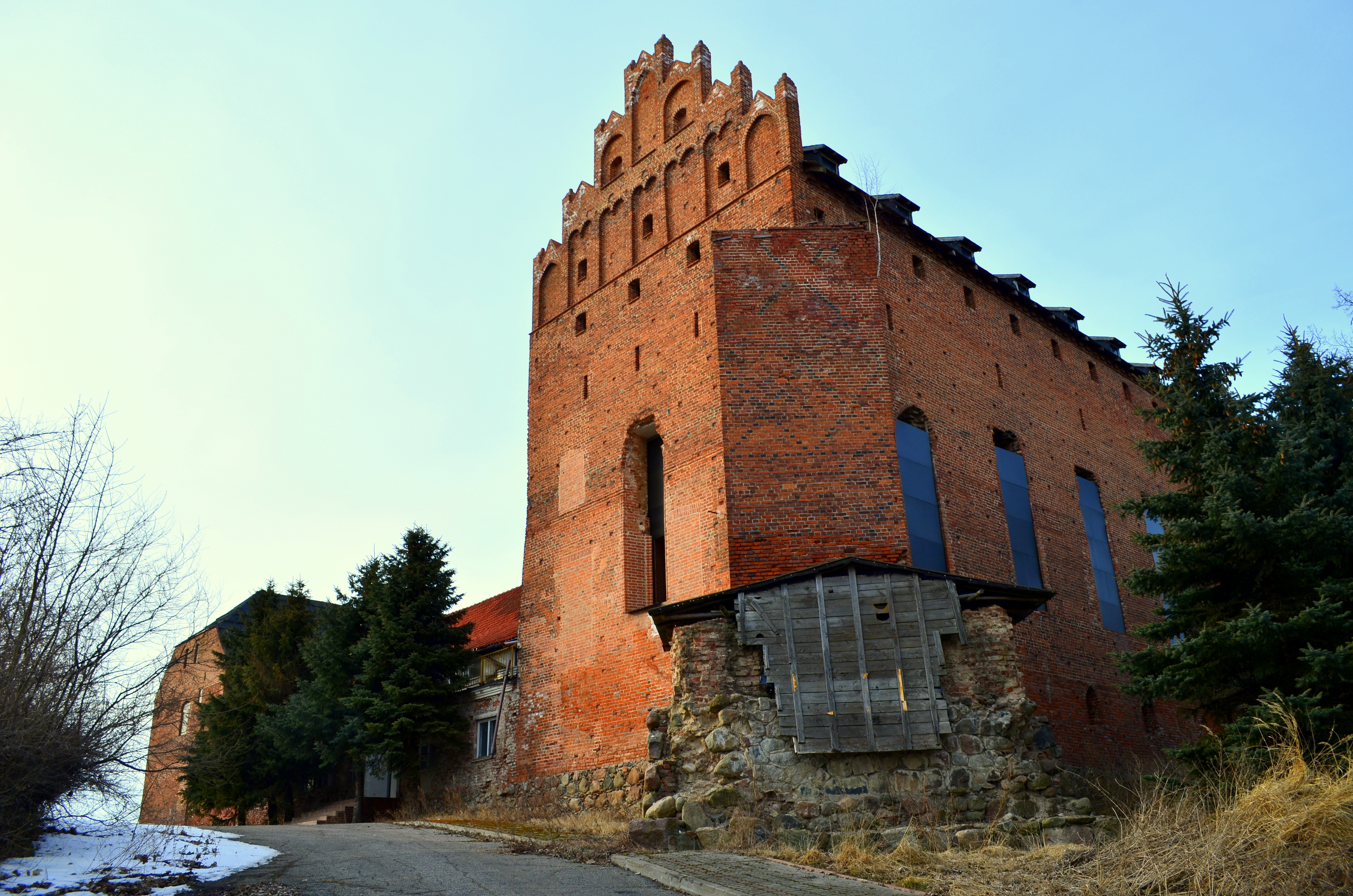
チュートン騎士団城
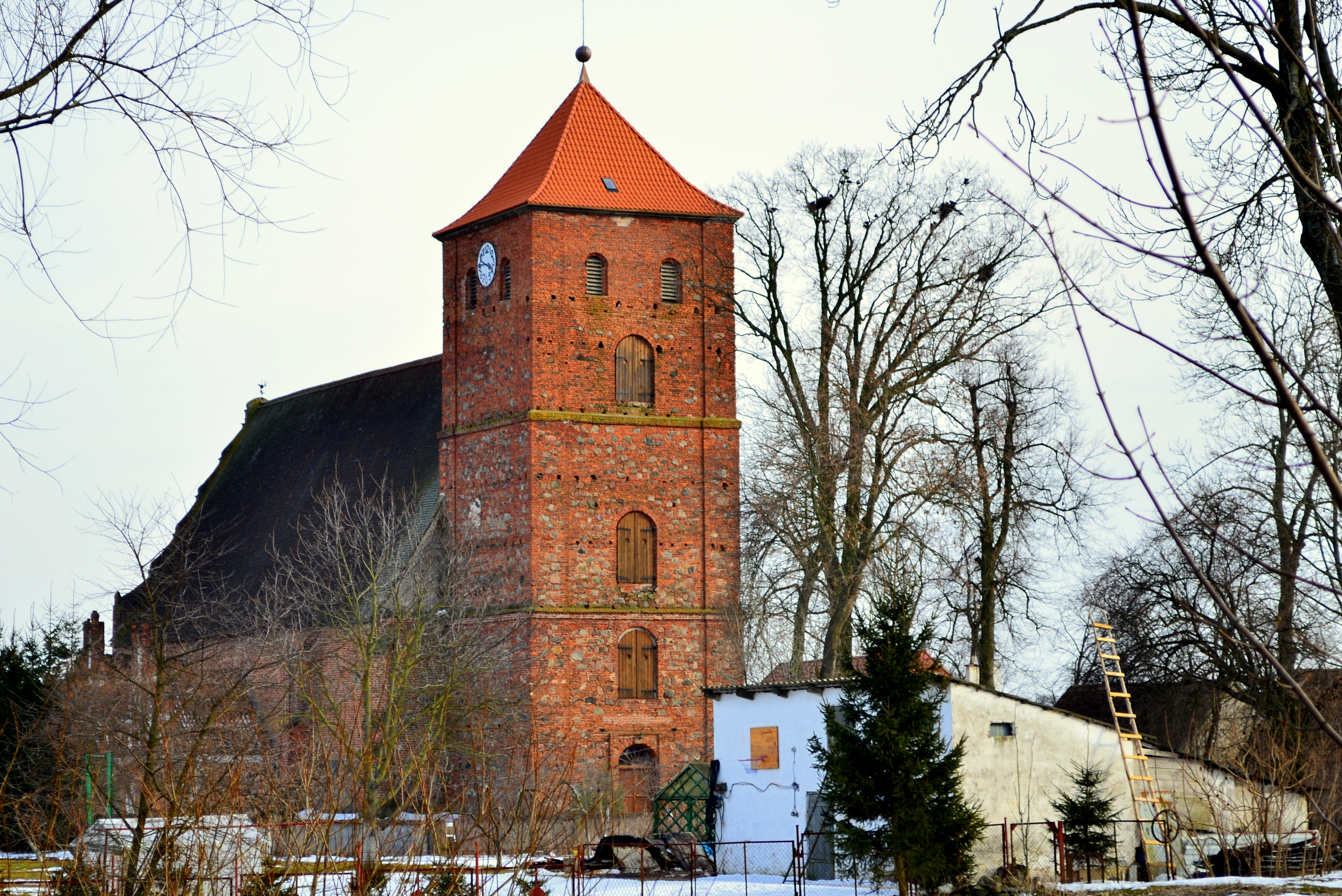
バルチャヌィ教会

### エルブロンク
エルブロンクは、中世にはプロシア人の街であったがチュートン騎士団に征服され、ハンザ都市となった。1440年にはチュートン騎士団支配を嫌って自治領連合であるプロイセン同盟の都市としてポーランドの王の庇護を受け、1466年よりポーランド王領プロイセンの都市として発展した。1569年より正式にポーランド王国に加盟。1772年の第一次ポーランド分割よりプロイセン王国領となる。その後ドイツ帝国領を経て第二次世界大戦後に再びポーランド領。第二次世界大戦におけるドイツ軍とソ連軍の戦闘で街は破壊された。戦後は2つの教会が復元されたほかは1960年代まで旧市街は放置されていたが、1989年より旧市街はポーランド市民の手で破壊前の姿に復元されつつあり、2006年の時点で旧市街の75%が復元されている。エルブロンクとオストゥルダ（「オストゥルダ」参照）とを結ぶ運河では遊覧船が運航されている。また、フロムボルク（下記「フロムボルク」参照）との間ではフェリーが運航されている。市公式サイト（英語・ポーランド語・ドイツ語・ロシア語）あり。

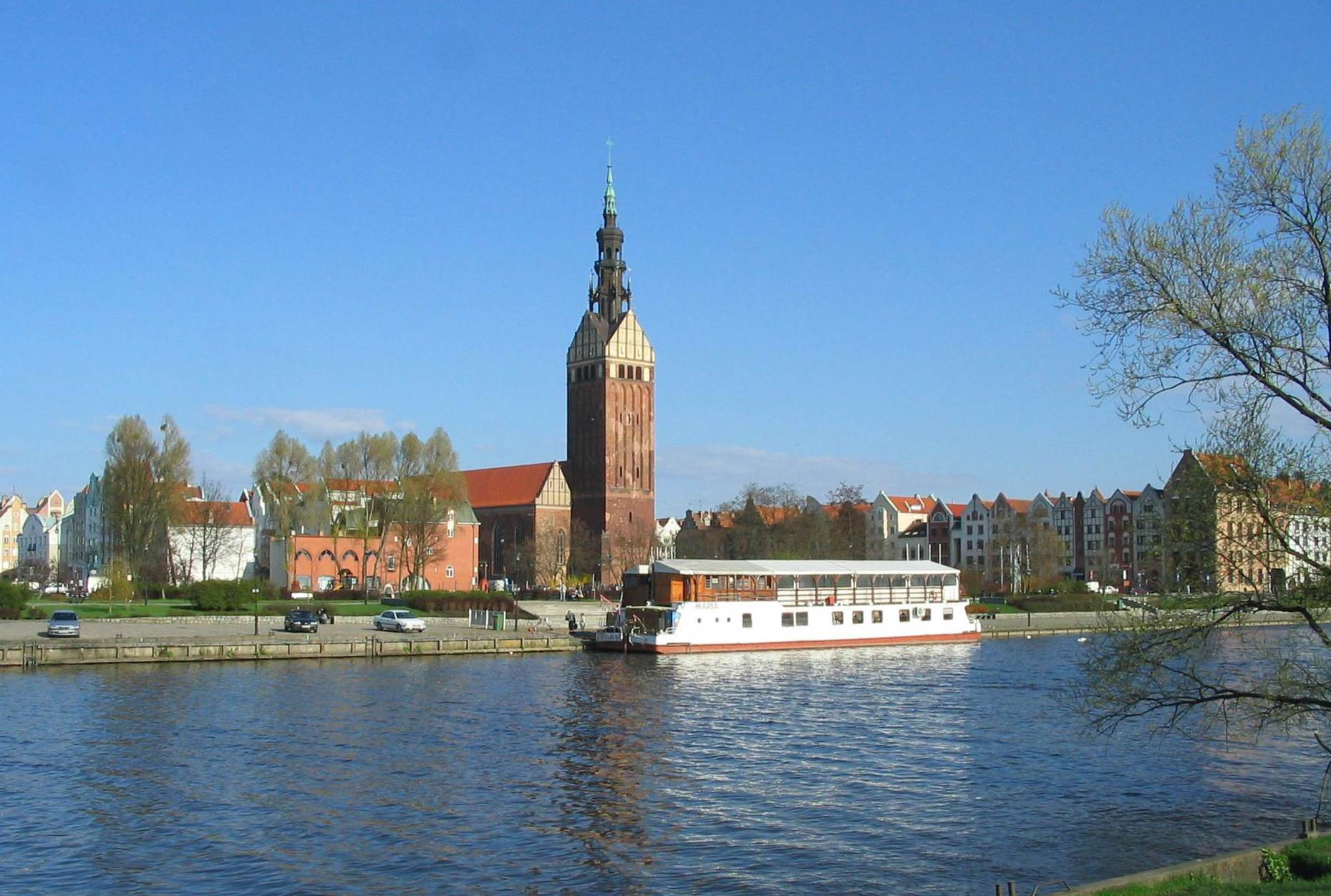
大聖堂と旧市街
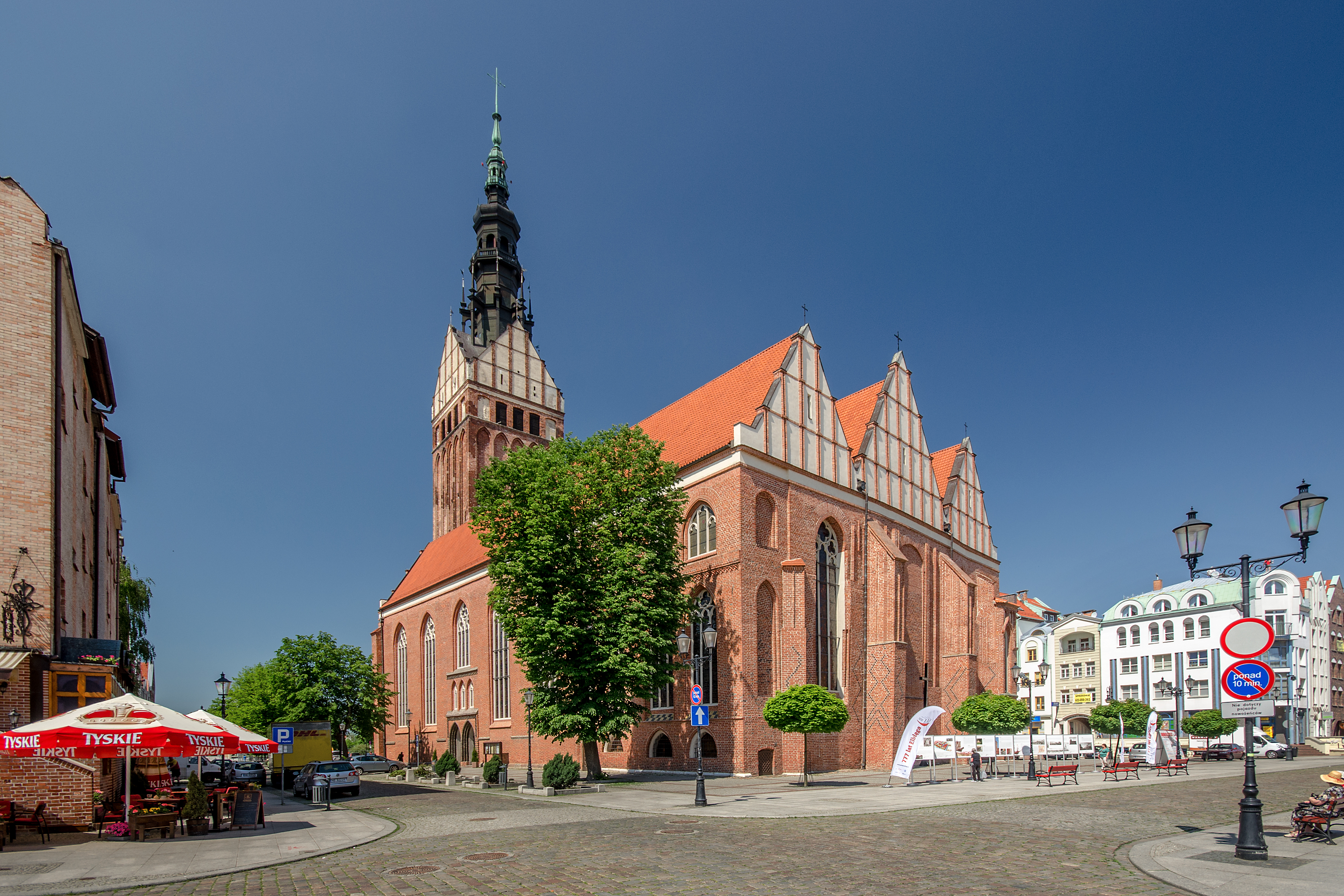
旧市街
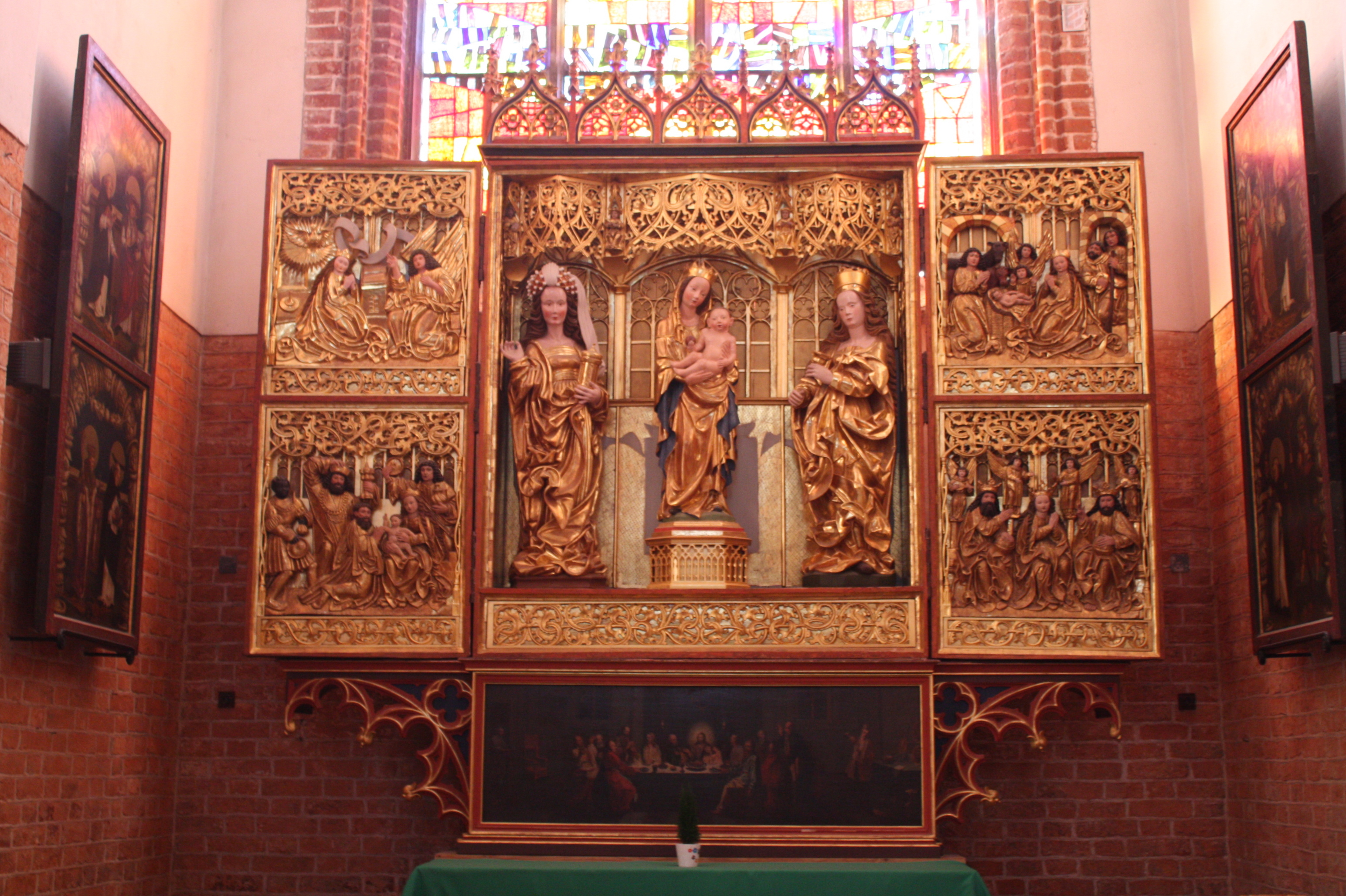
ゴシック祭壇
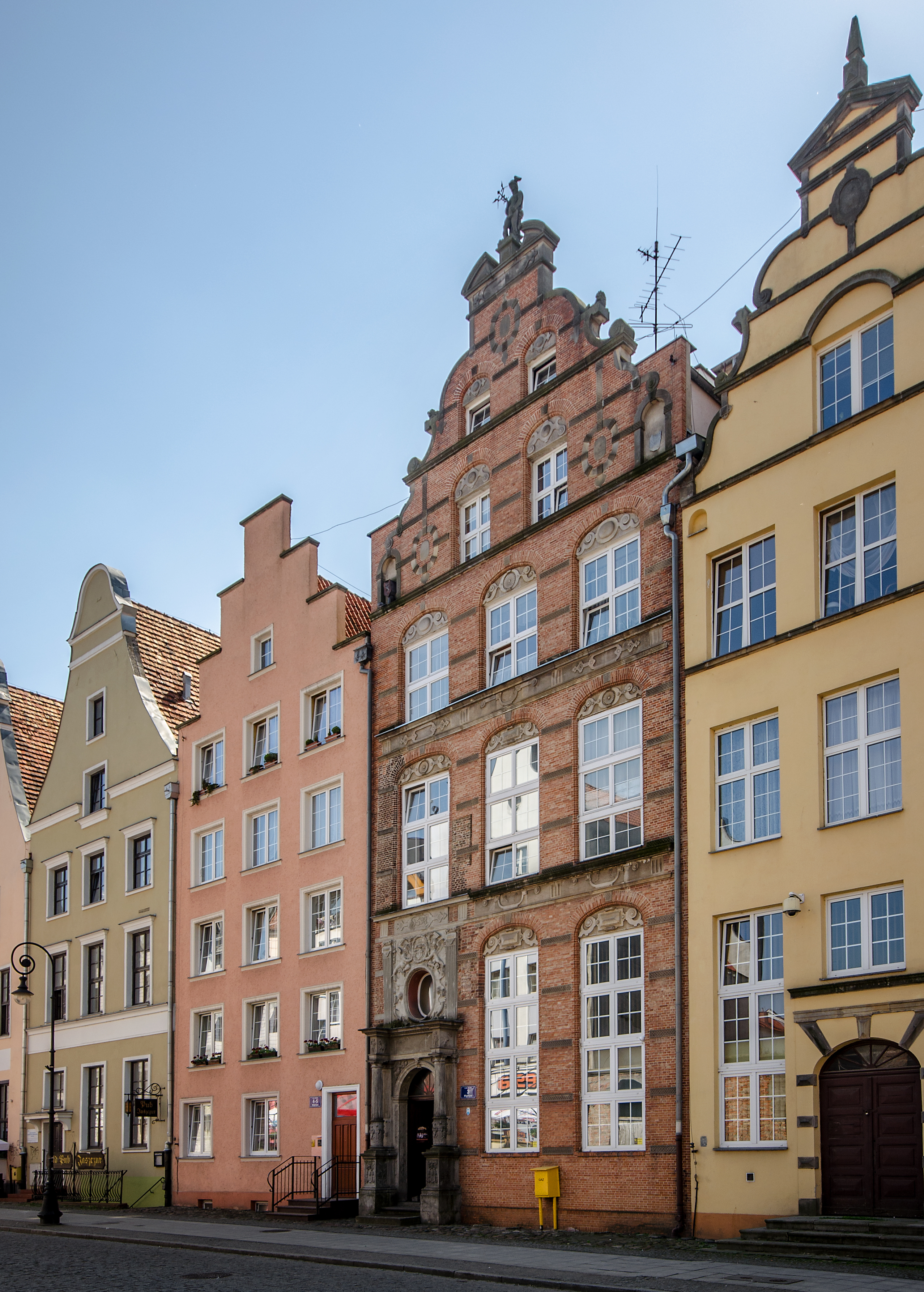
旧市街
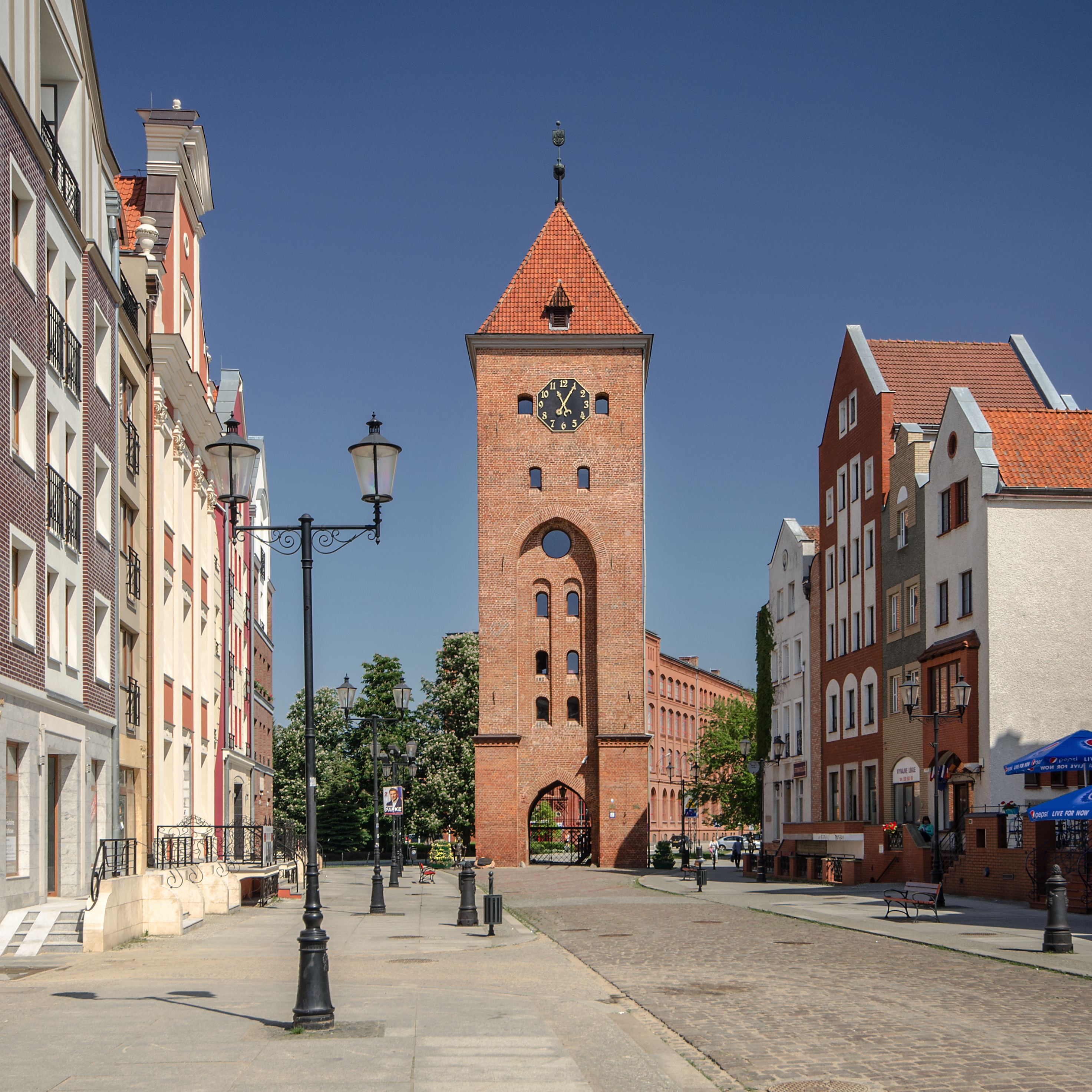
街並み
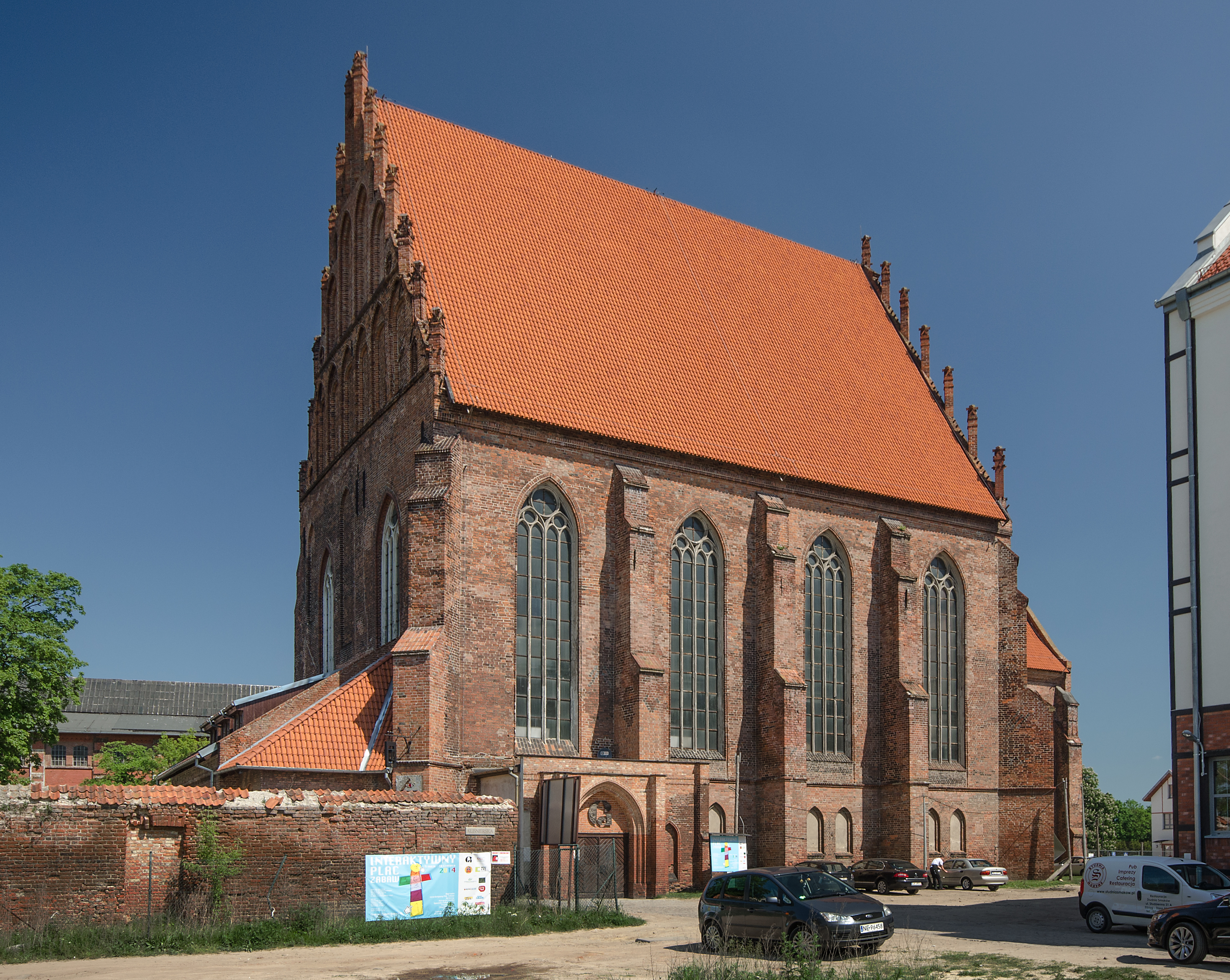
街並み
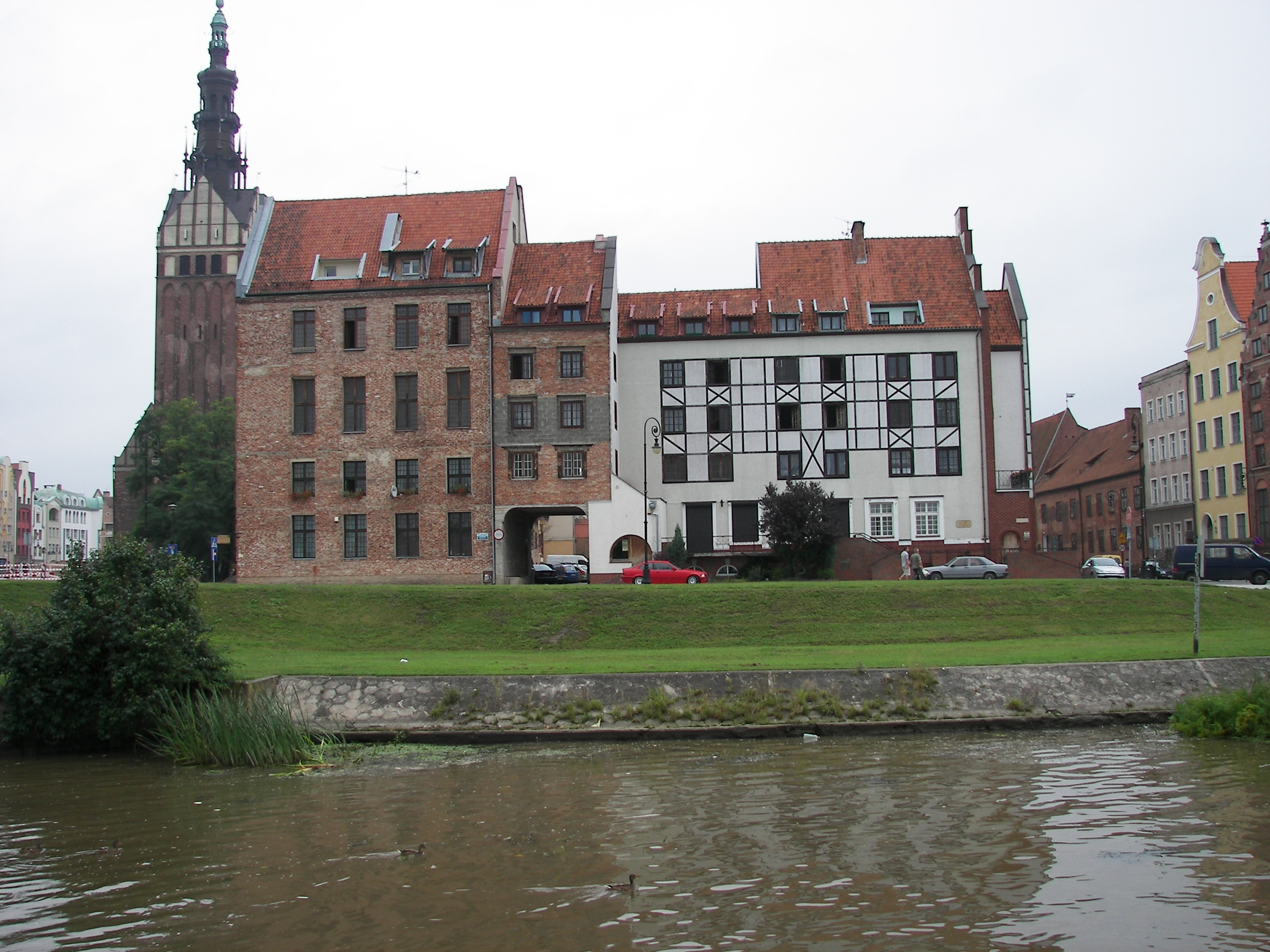
エルブロンク運河の船旅
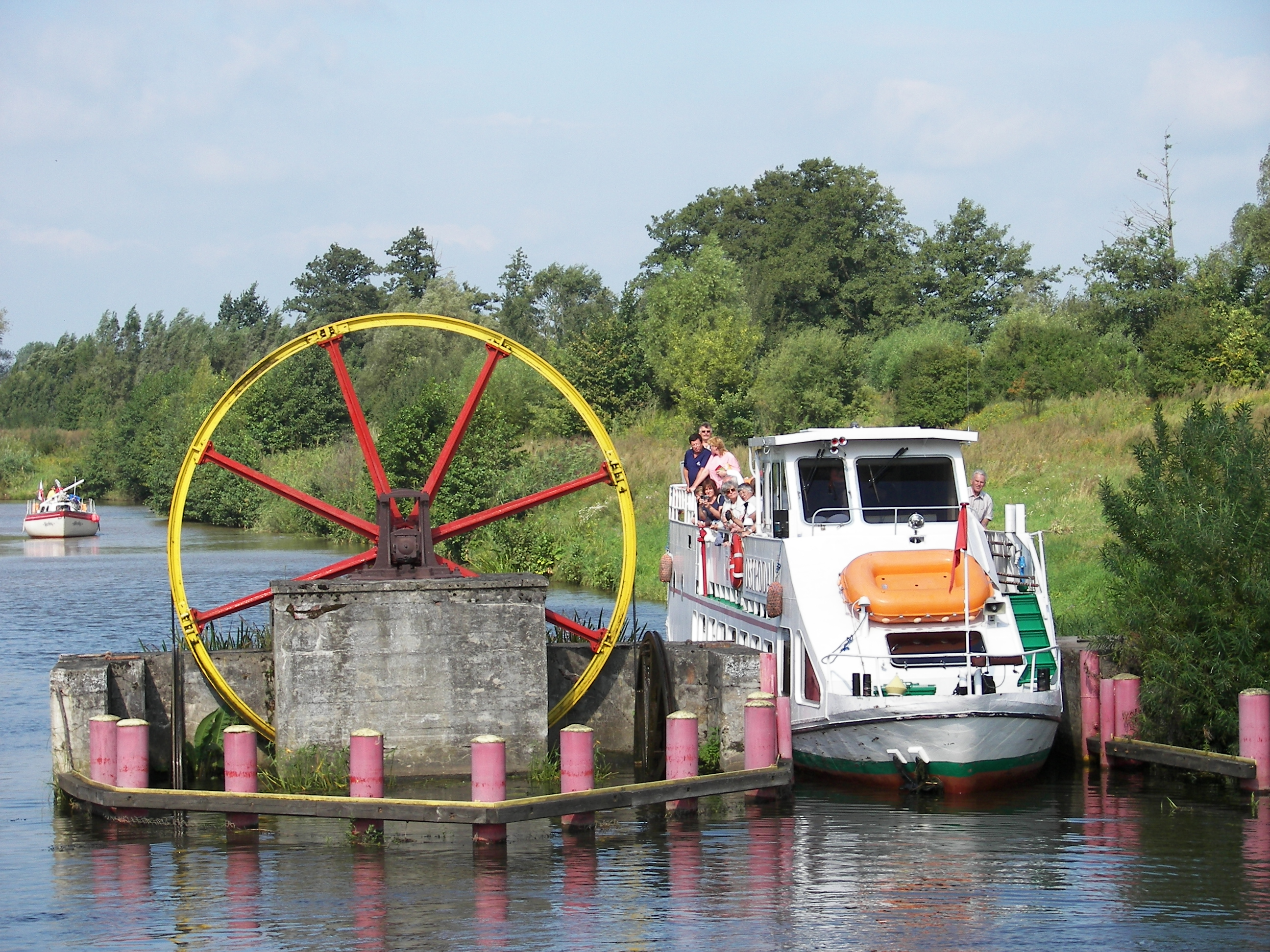
エルブロンク運河の船旅
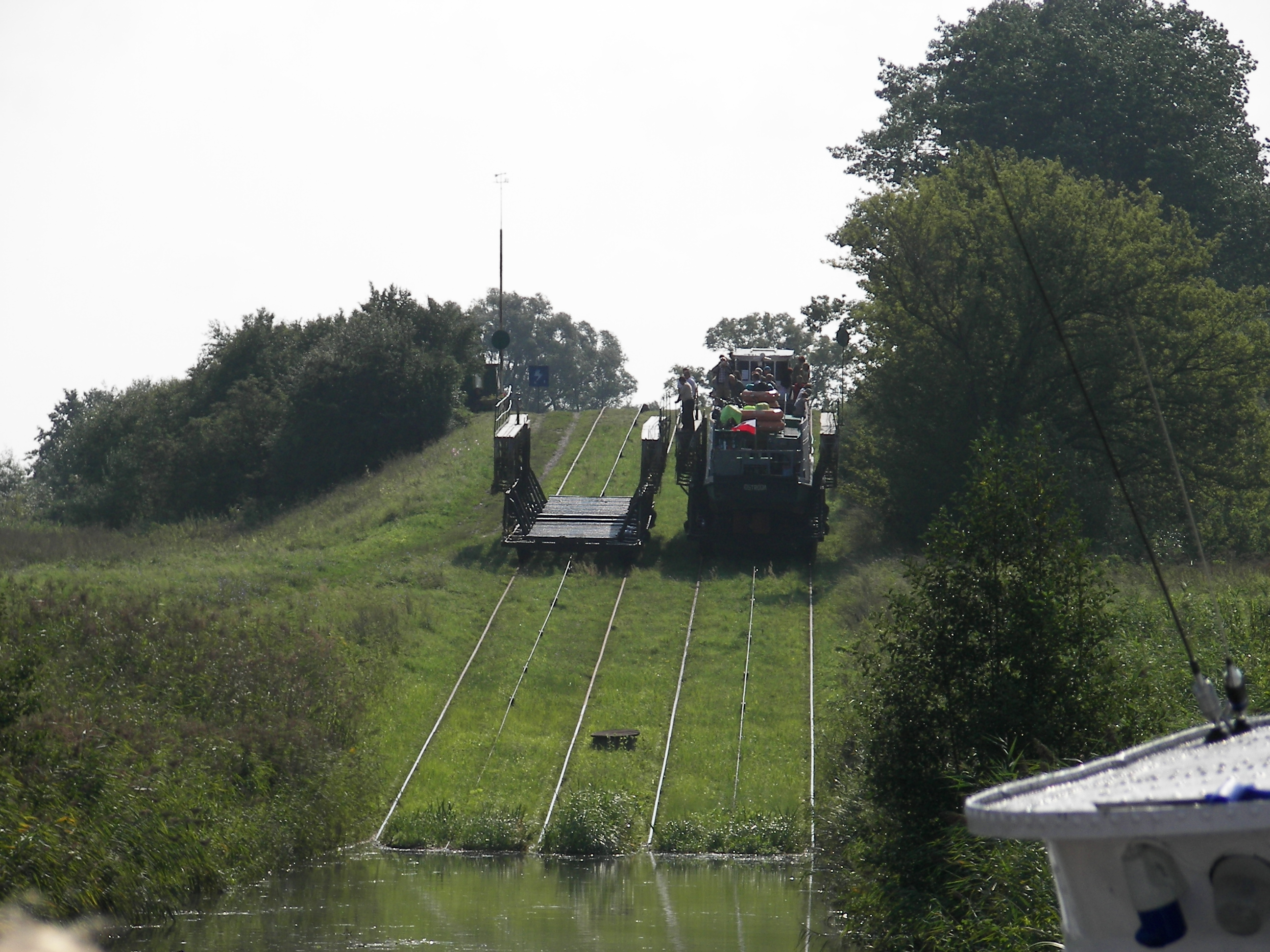
エルブロンク運河の船旅
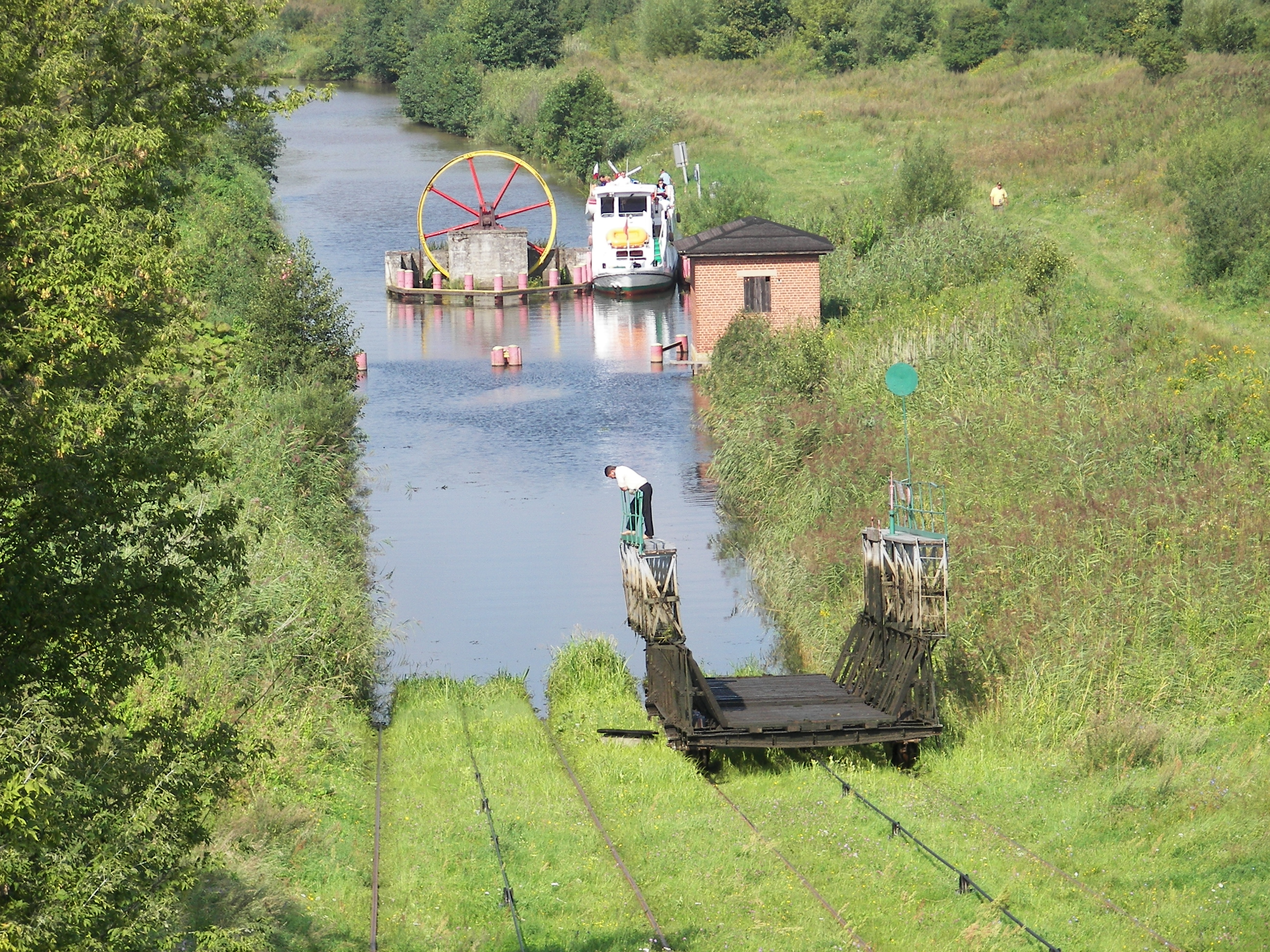
エルブロンク運河の船旅

### フロムボルク
フロムボルクは、中世に古プロシア人の要塞都市として建設されたが、13世紀にチュートン騎士団に征服され、のち神聖ローマ帝国領。チュートン騎士団の支配を嫌い、1440年に自治領連合であるプロイセン同盟に加盟。以後ポーランド王の庇護を受け、1466年にはポーランド王領プロイセンの都市として発展、1569年にはポーランド王国に正式加盟。1772年のポーランド分割によりプロイセン王国領、のちドイツ帝国領となり、第二次世界大戦後はポーランドに復帰。16世紀、コペルニクスは司教座聖堂参事会員としてこの街に赴任し、1543年には地動説で有名な『天球の回転について』を出版。コペルニクスはこの街で没し、大聖堂内に葬られた。第二次世界大戦ではドイツ軍とソ連軍との戦闘により市街地の70%が破壊された。1966年から1973年にかけて、ポーランドのボーイスカウトが中心となって旧市街や教会群を再建し、コペルニクスの生誕500年を祝った。現在は有名な観光地となっており、春から秋にかけてのシーズンは観光客でにぎわう。2005年、大聖堂内でコペルニクスの墓所が発見され（それまでどこにあるかわからなくなっていた）、2008年にこの遺骨がコペルニクスのものと確認された。コペルニクスが埋葬されている大聖堂（Katedra）をはじめとした教会群やコペルニクス博物館（本館は司教の旧館）が見どころ。観光シーズンにはエルブロンク（上記「エルブロンク」参照）、クリュィニツァ・モルスカ、カリーニングラードとの間でフェリーが運航されている。街の公式サイト（英語・ポーランド語・ドイツ語）あり。

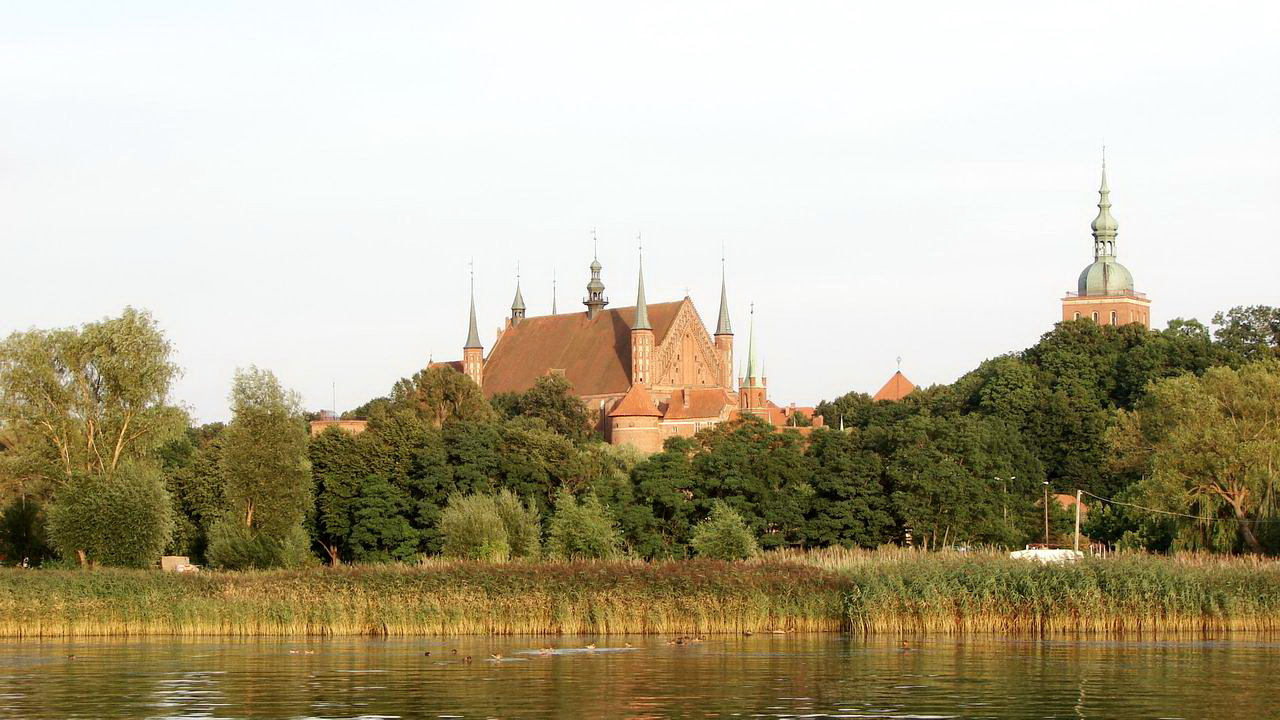
フロムボルク
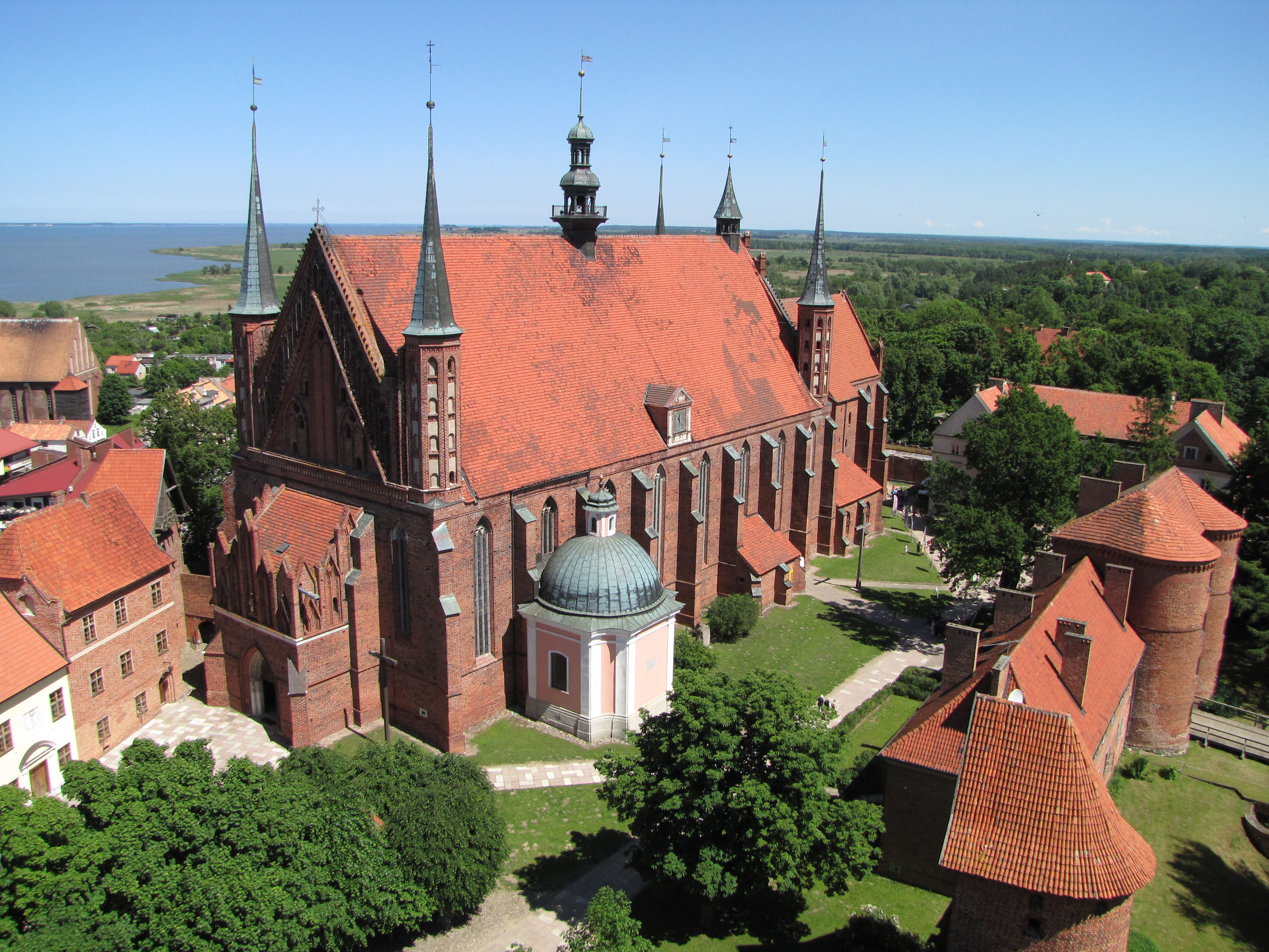
大聖堂
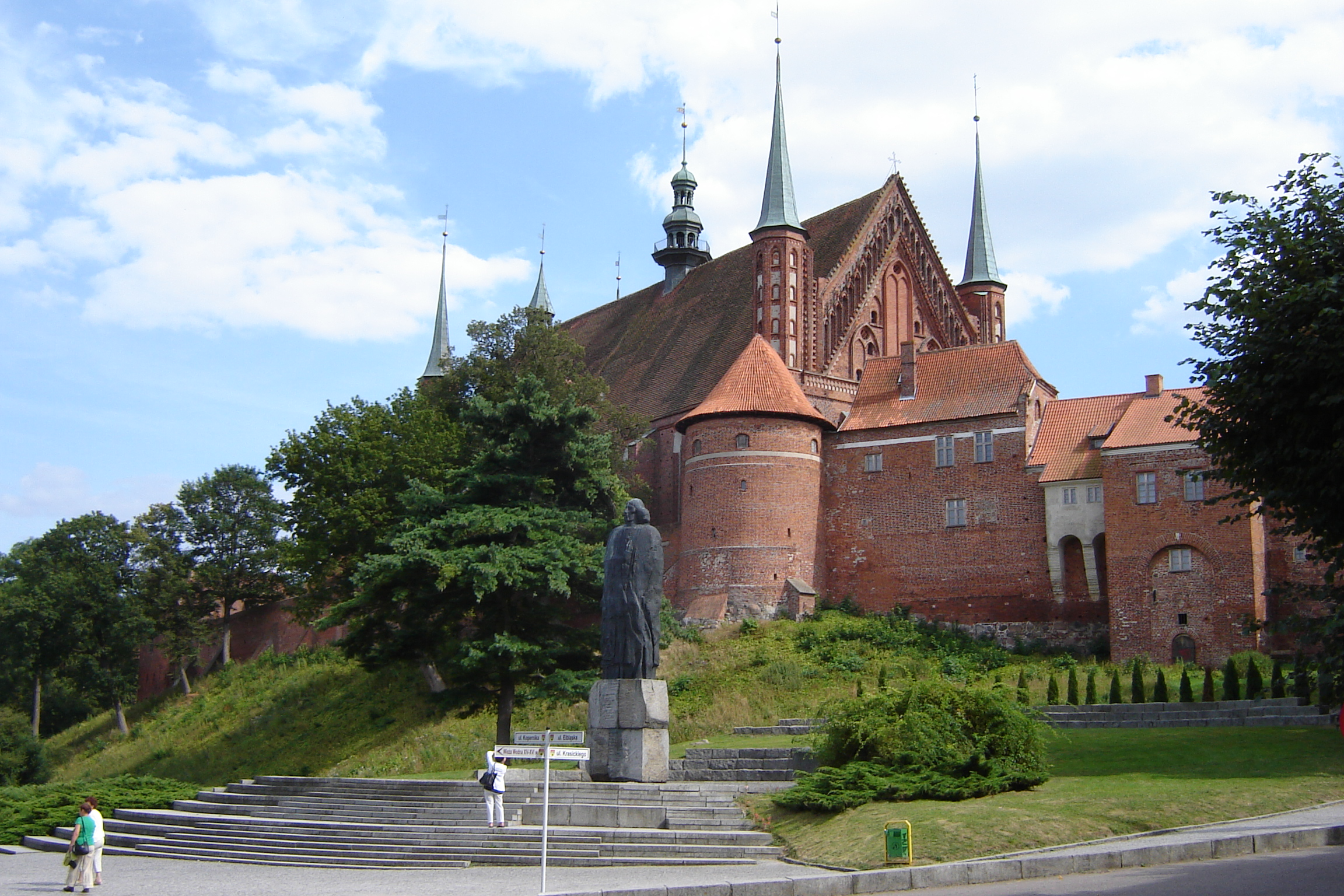
大聖堂とコペルニクス像
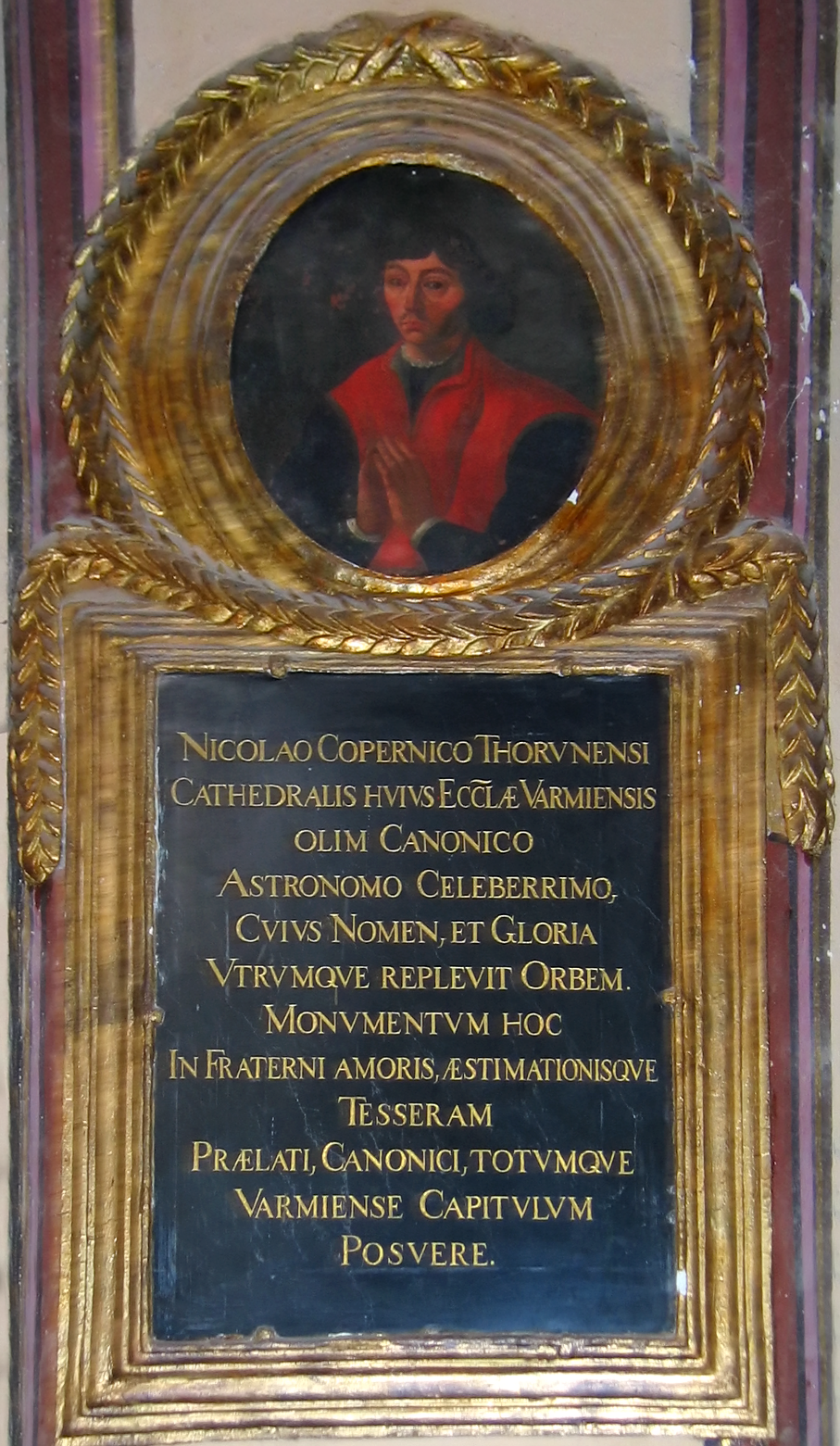
コペルニクスの墓碑
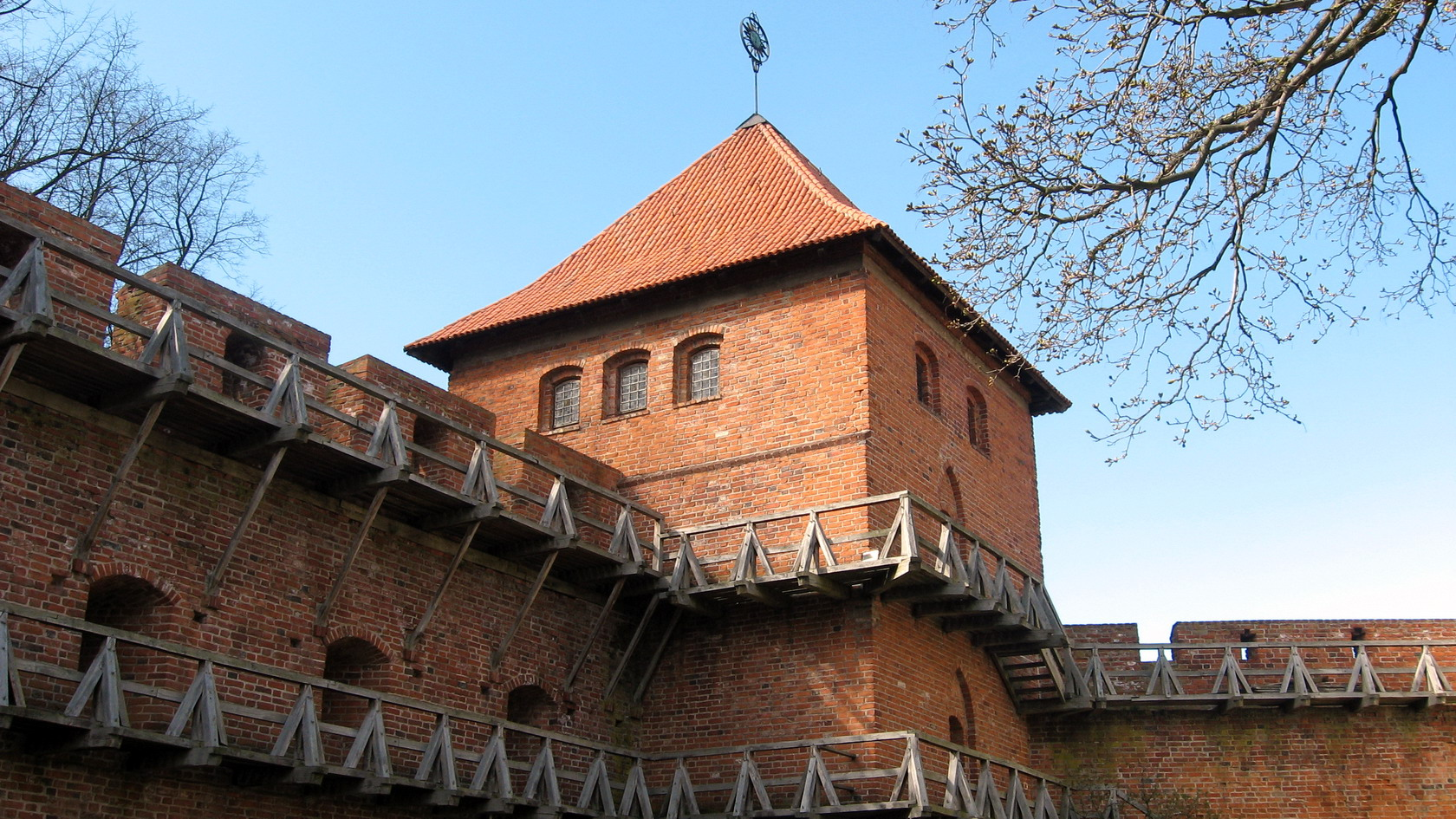
コペルニクスの塔
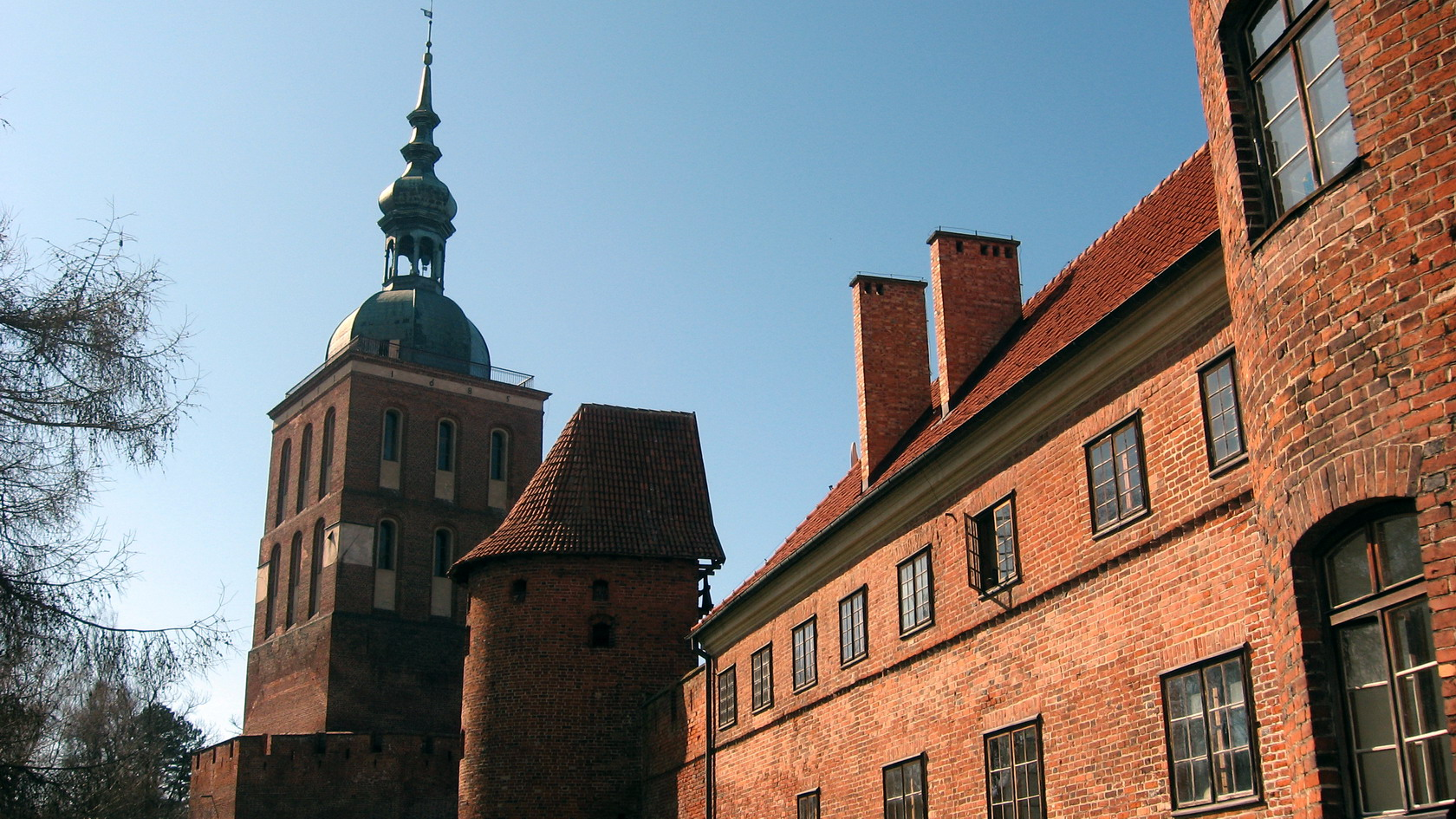
ラジェヨフスキの塔
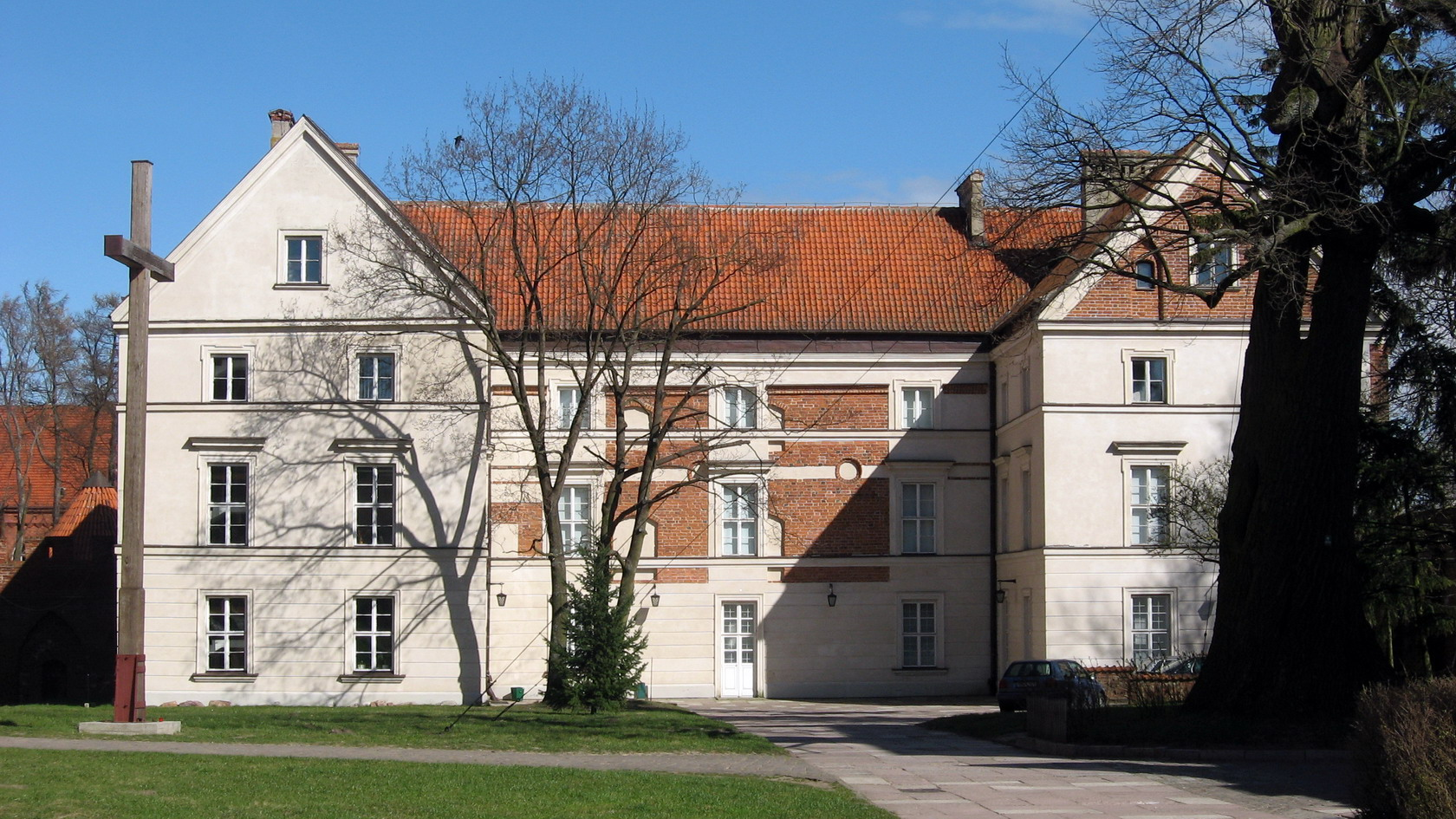
司教の旧館（コペルニクス博物館本館）
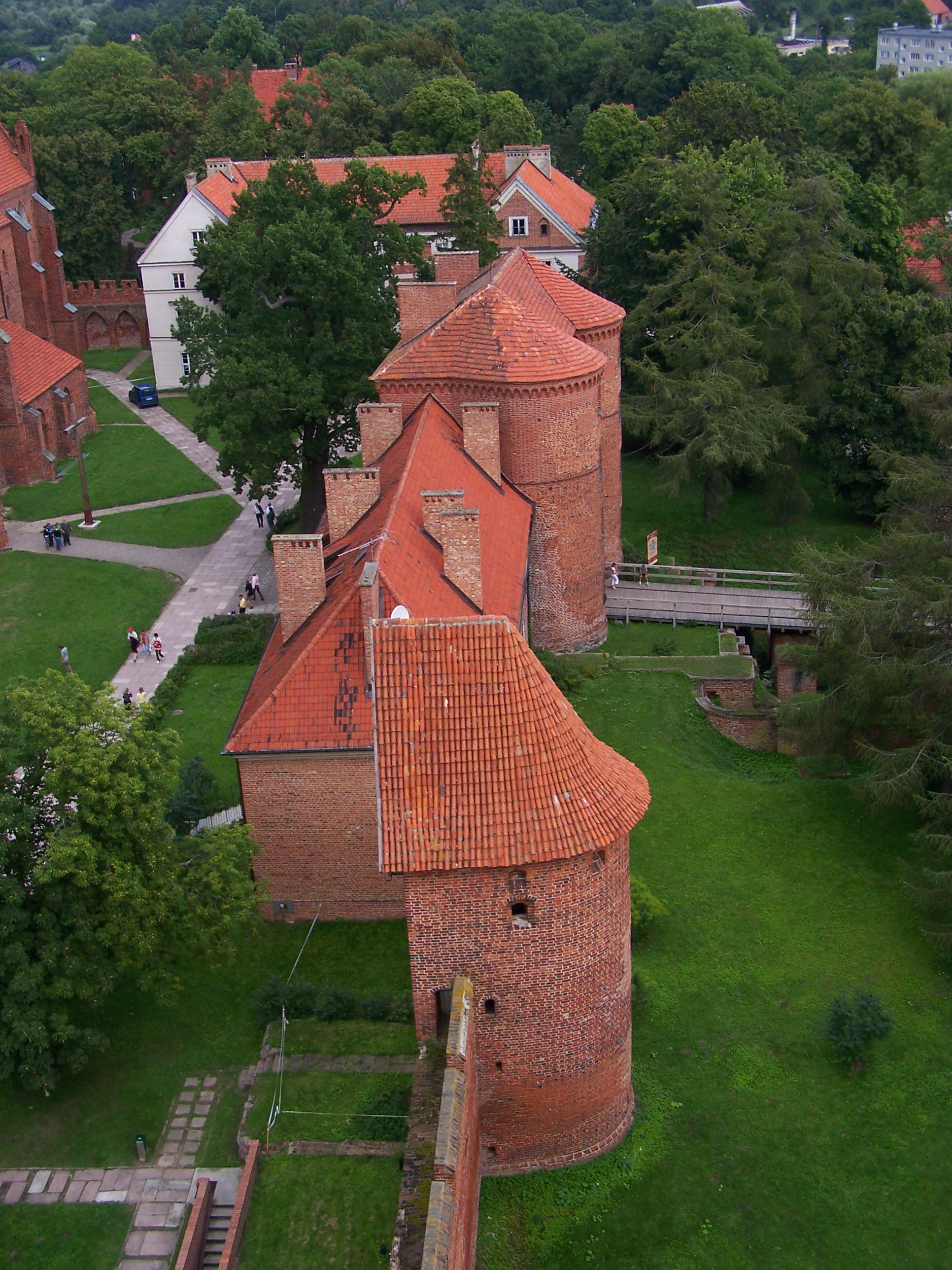
旧城壁
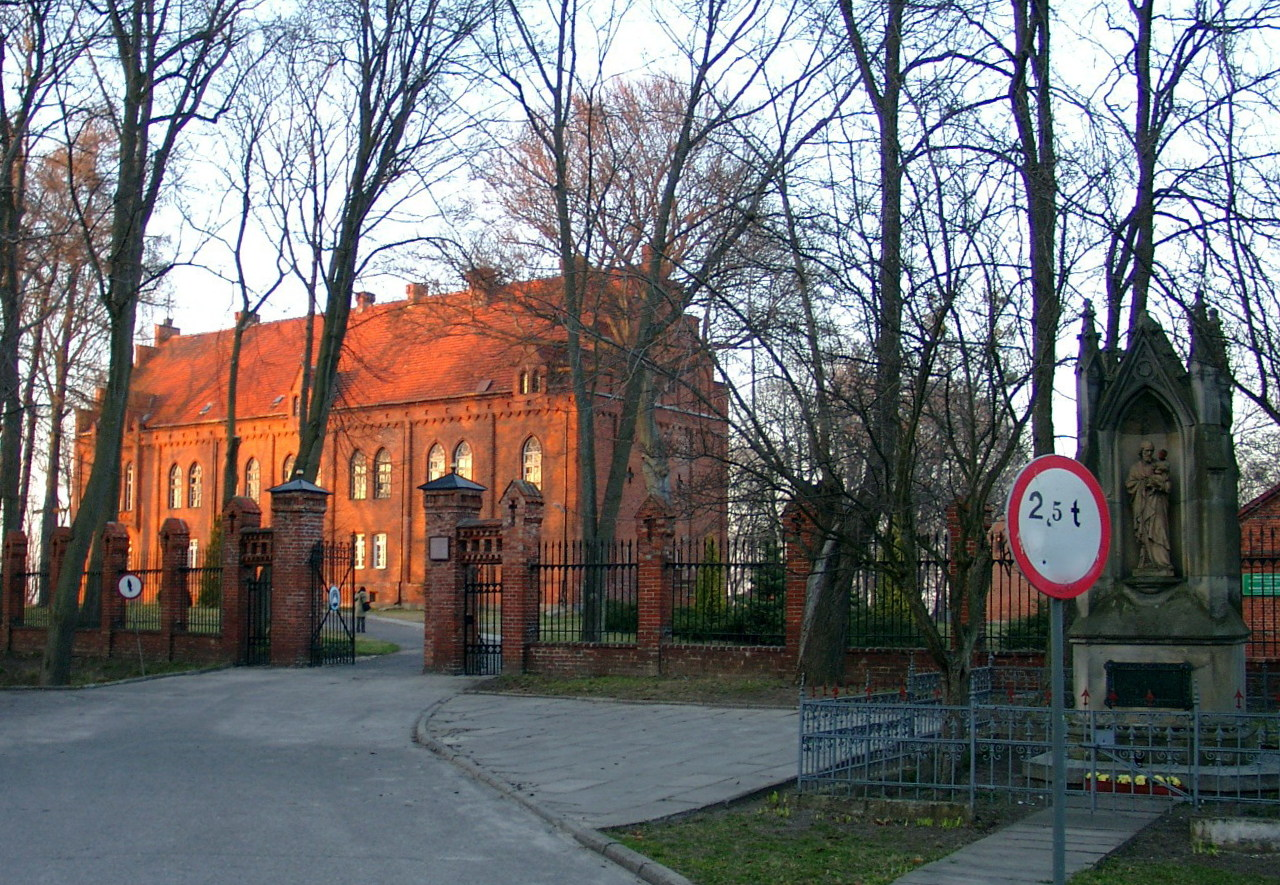
司教の新館
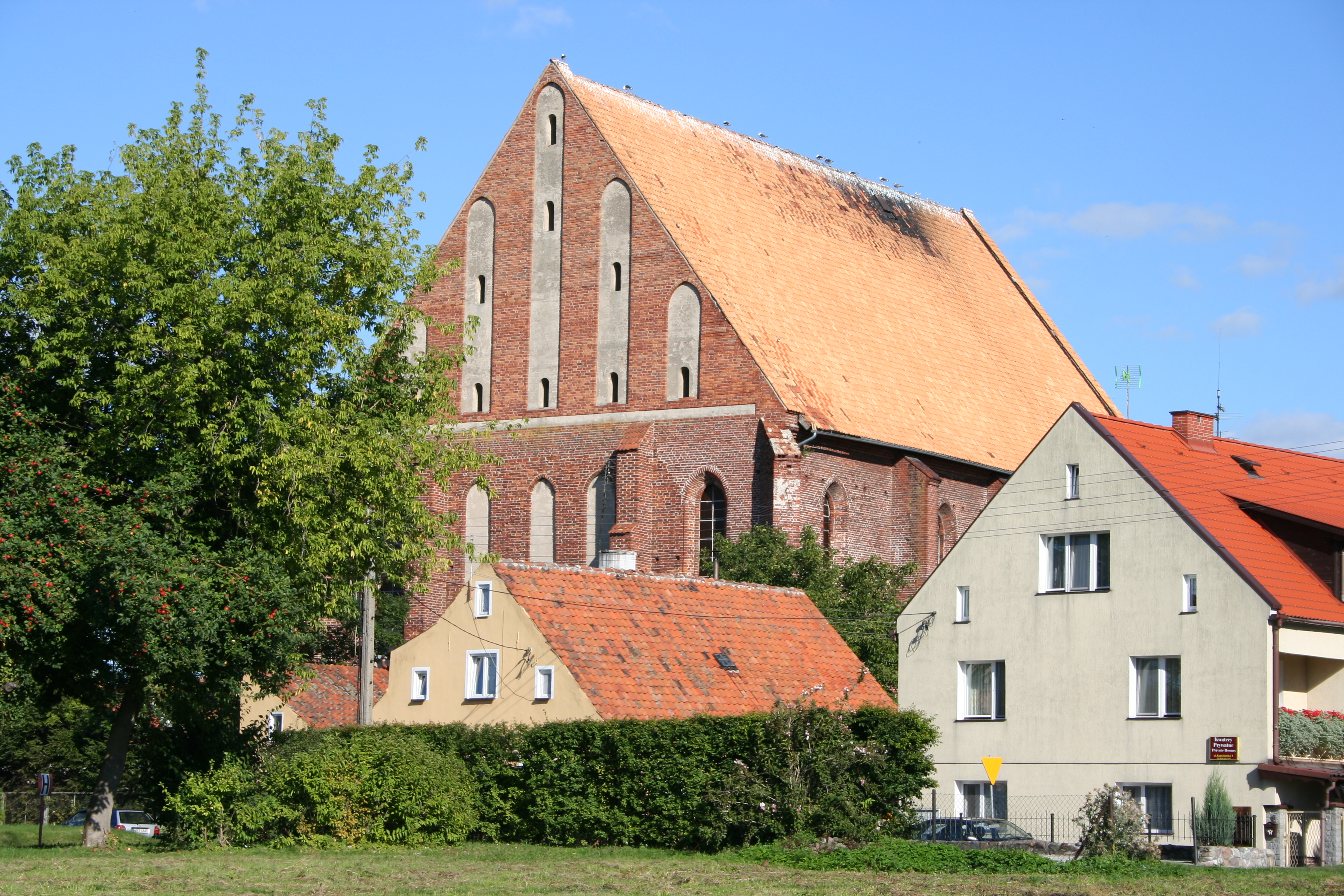
聖ニクラウス教会と干潟
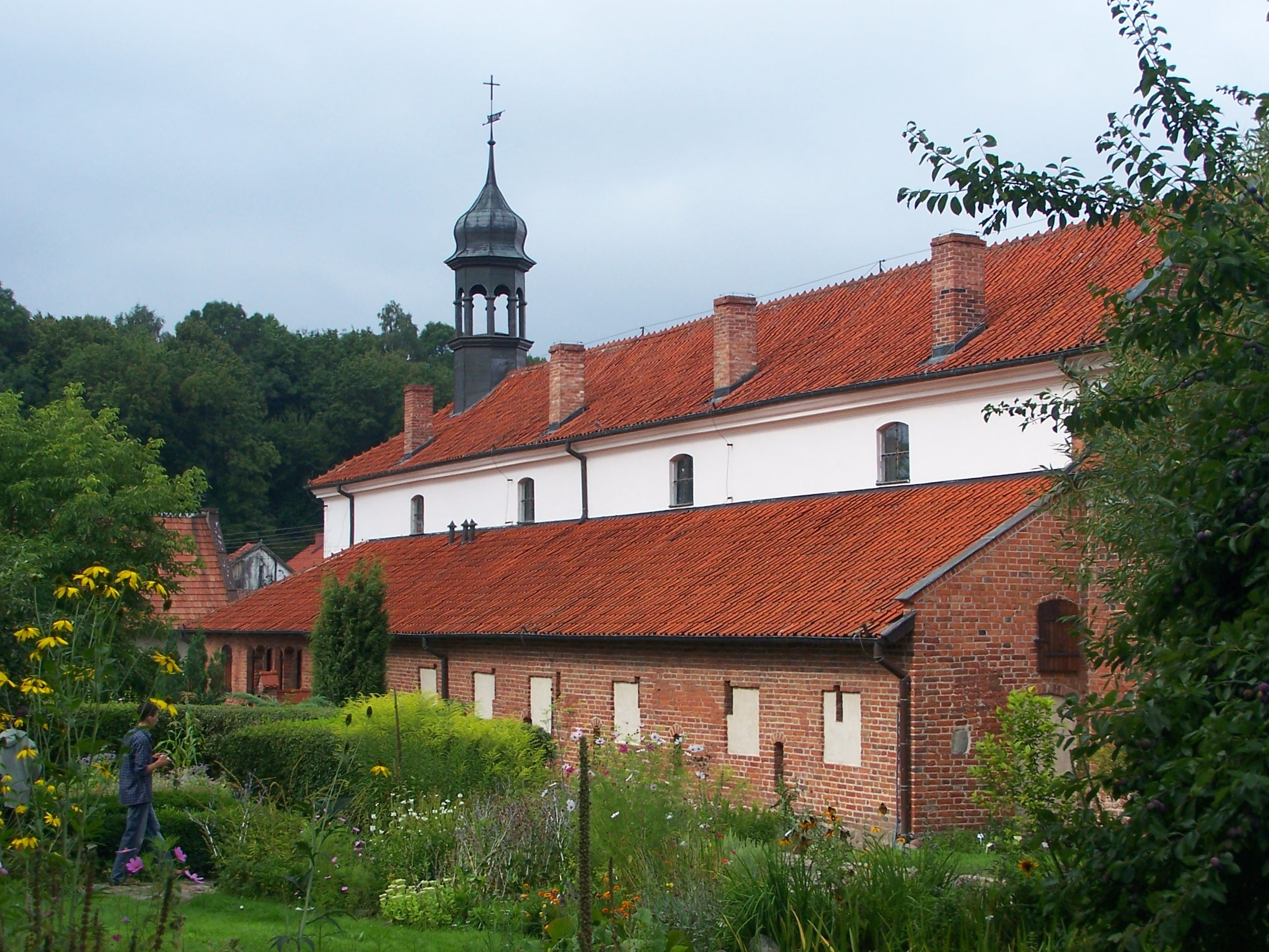
旧聖霊病院

### グルンヴァルト
グルンヴァルトでは、1410年7月15日、ステンバルク村との間にある草原でポーランド・リトアニア連合国軍とチュートン騎士団軍が中世最大の決戦を行い、ポーランド・リトアニア連合国軍が大勝した。これを「グルンヴァルトの戦い」という（ドイツ人はステンバルク村のドイツ語名から「タンネンベルクの戦い」と呼ぶ）。この戦いによってチュートン騎士団はポーランド王国の従属国となり、一方ポーランド・リトアニア連合はこれによって黄金時代を迎えることになった。この戦場跡は現在でも草原のまま保存され、記念碑がある。毎年7月にはグルンヴァルトの戦いを記念する祭典が戦場跡で開かれており、ヨーロッパ中から騎士に扮した歴史ファンが多数集まってこの戦いを再現、内外から毎年10万人を超える観客を集める非常に大きな夏祭りとなっている。

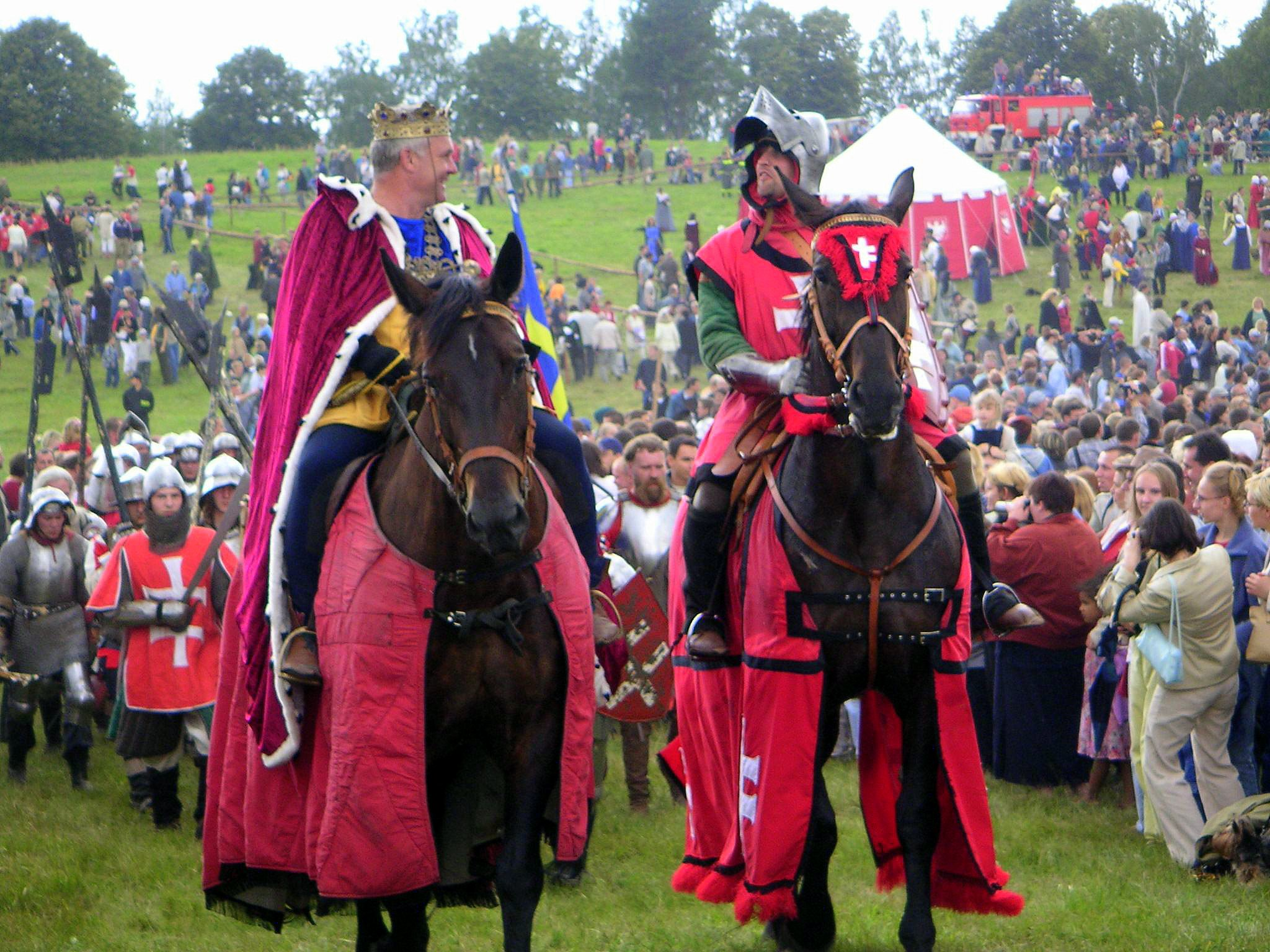
グルンヴァルト歴史まつり
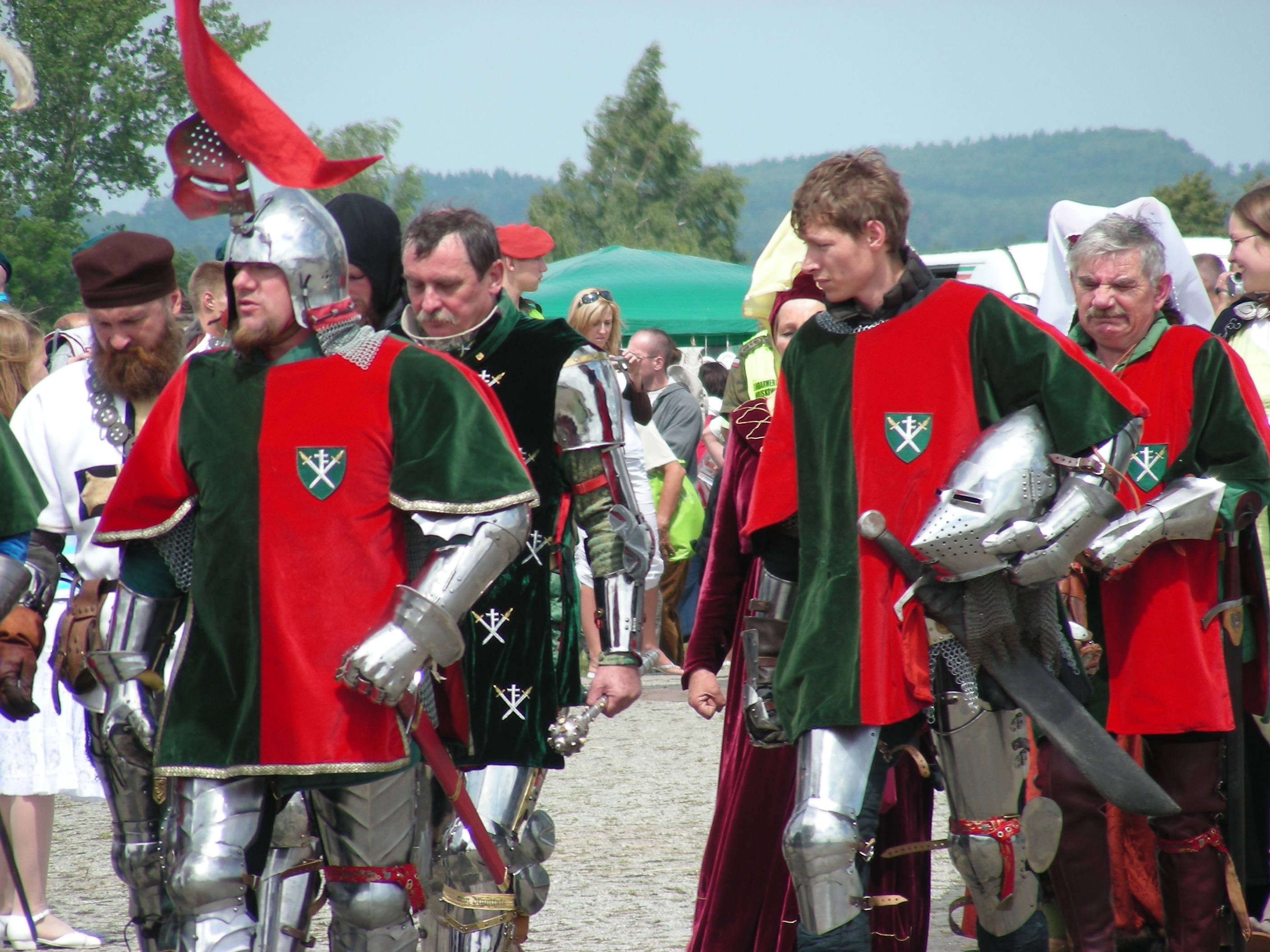
グルンヴァルト歴史まつり
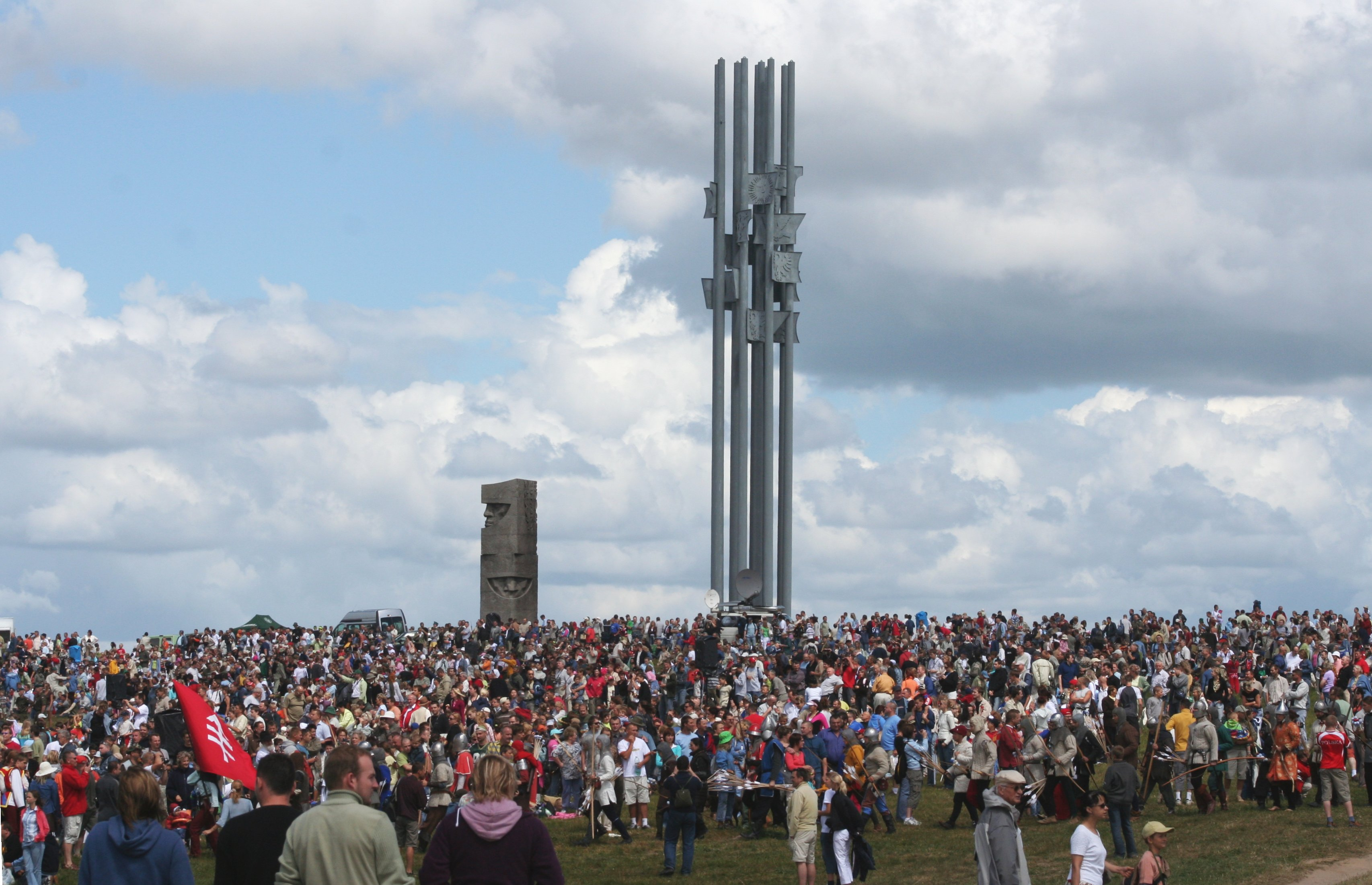
グルンヴァルト歴史まつり
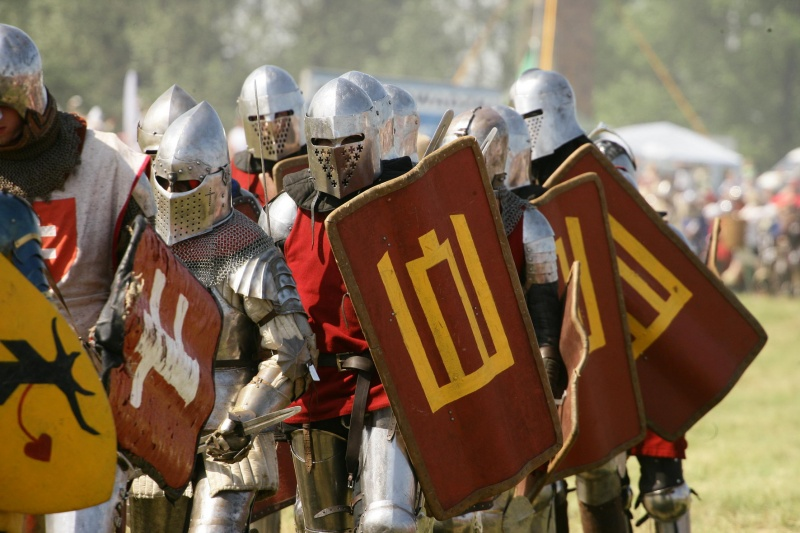
グルンヴァルト歴史まつり

### ミコワイキ
ミコワイキはマズールィ湖水地方にある、教会を中心とする街。元プロイセン王国領（ドイツ名はニコライケン Nikolaiken）。ポーランド最大の湖シニャルドヴィ湖のほとりにある。近年はその自然景観を生かしてリゾートタウンとして発展している。公式サイト（英語・ポーランド語・ドイツ語）あり。

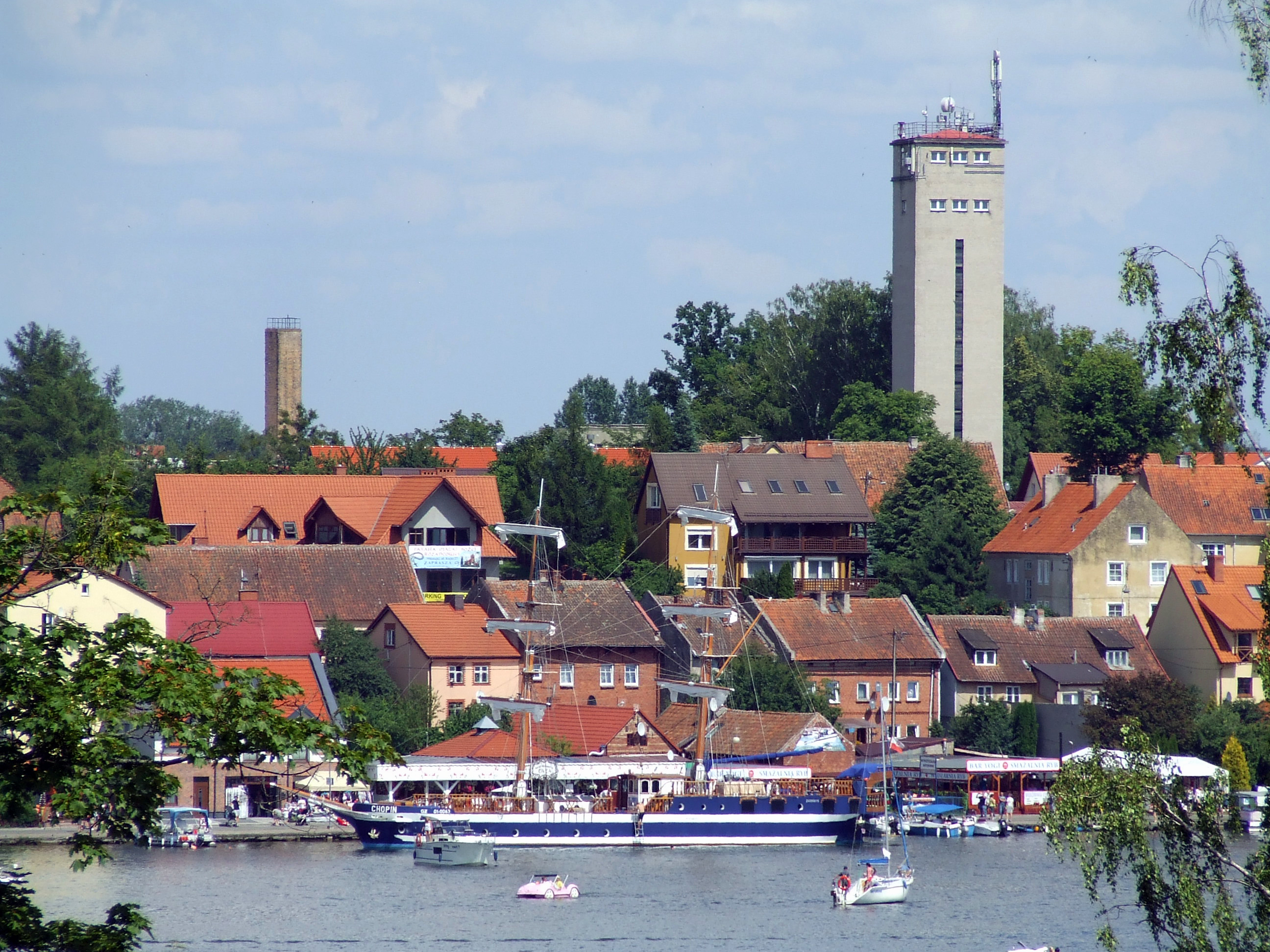
ミコワイキ全景
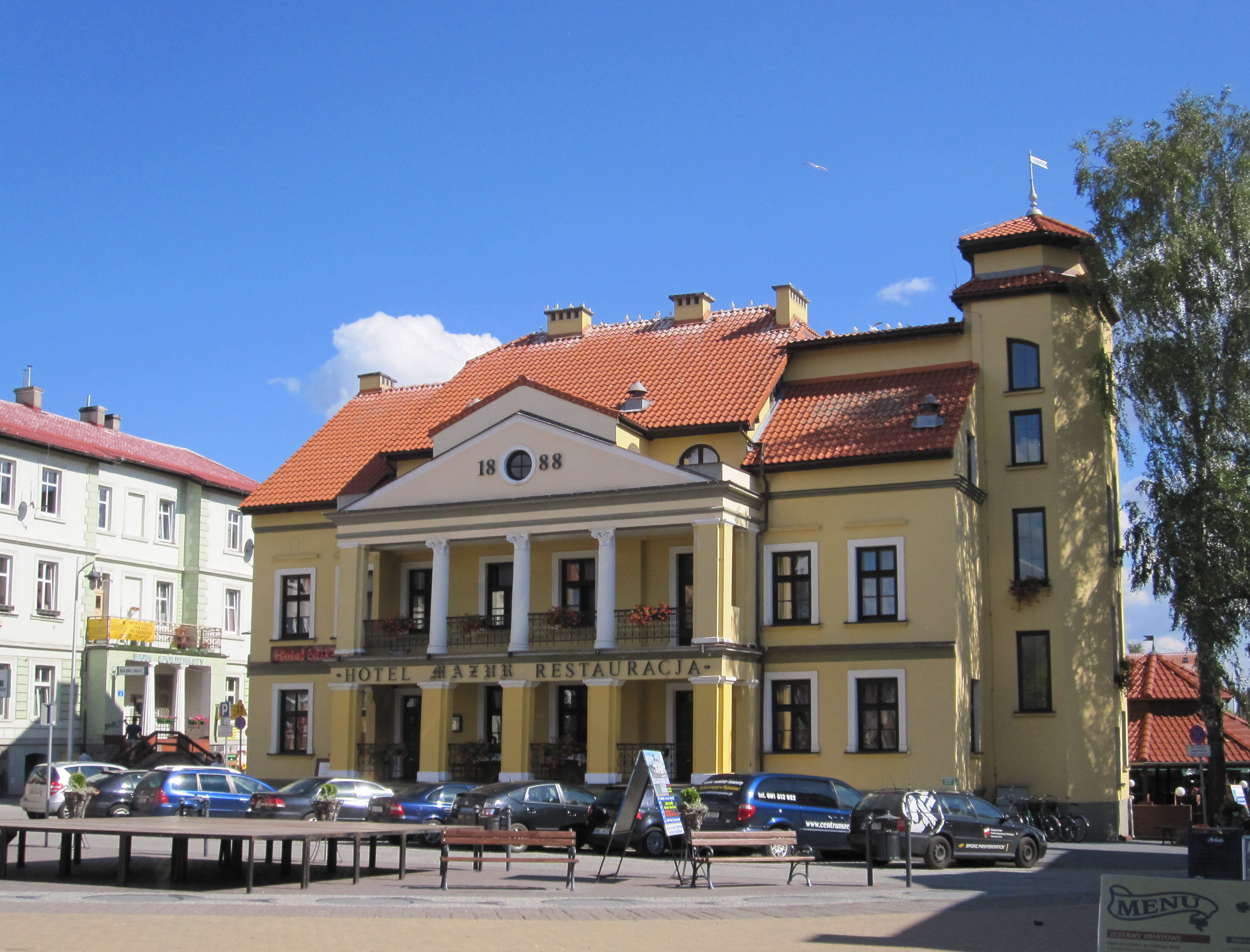
ミコワイキ
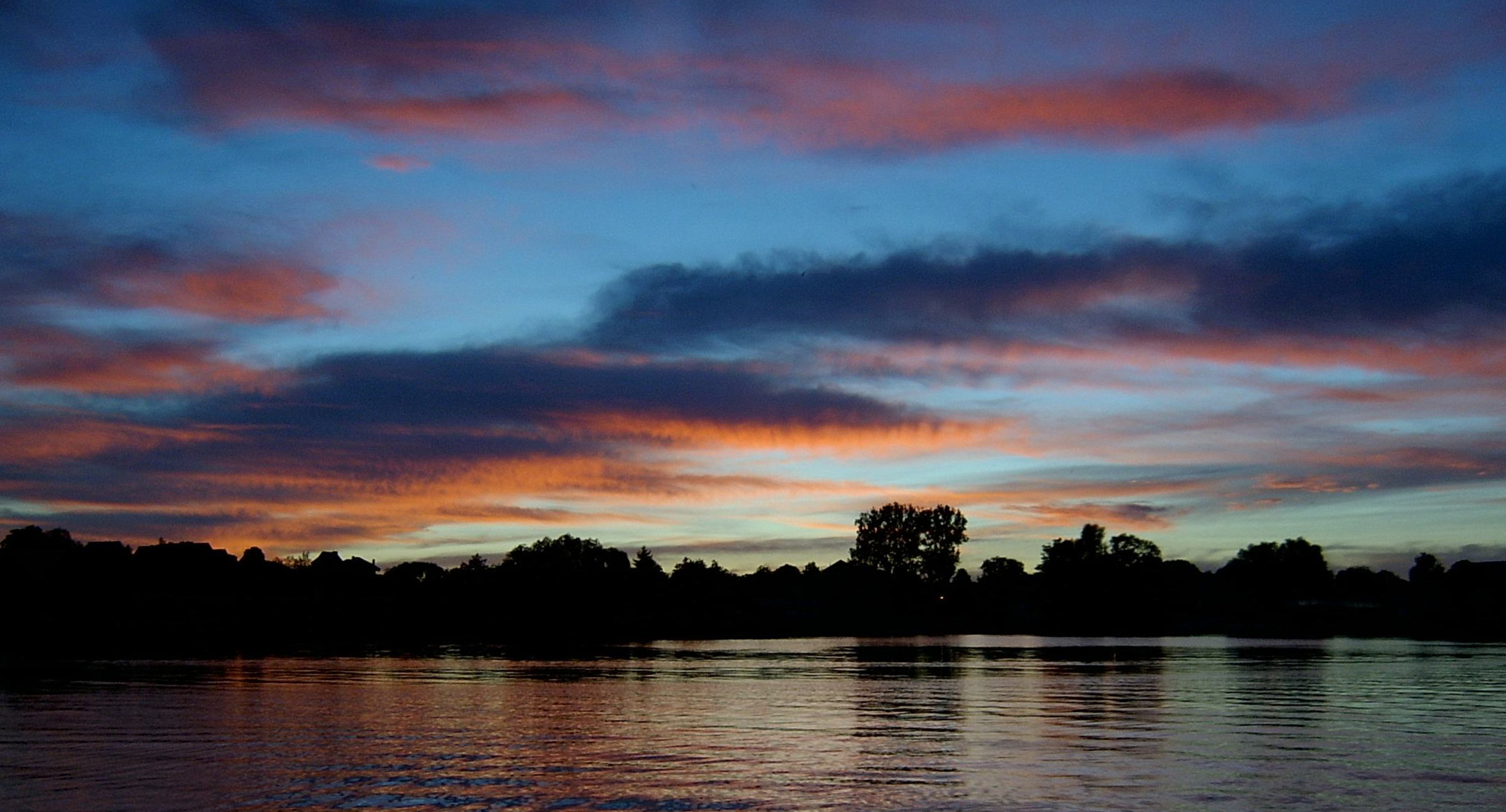
シニャルドヴィ湖
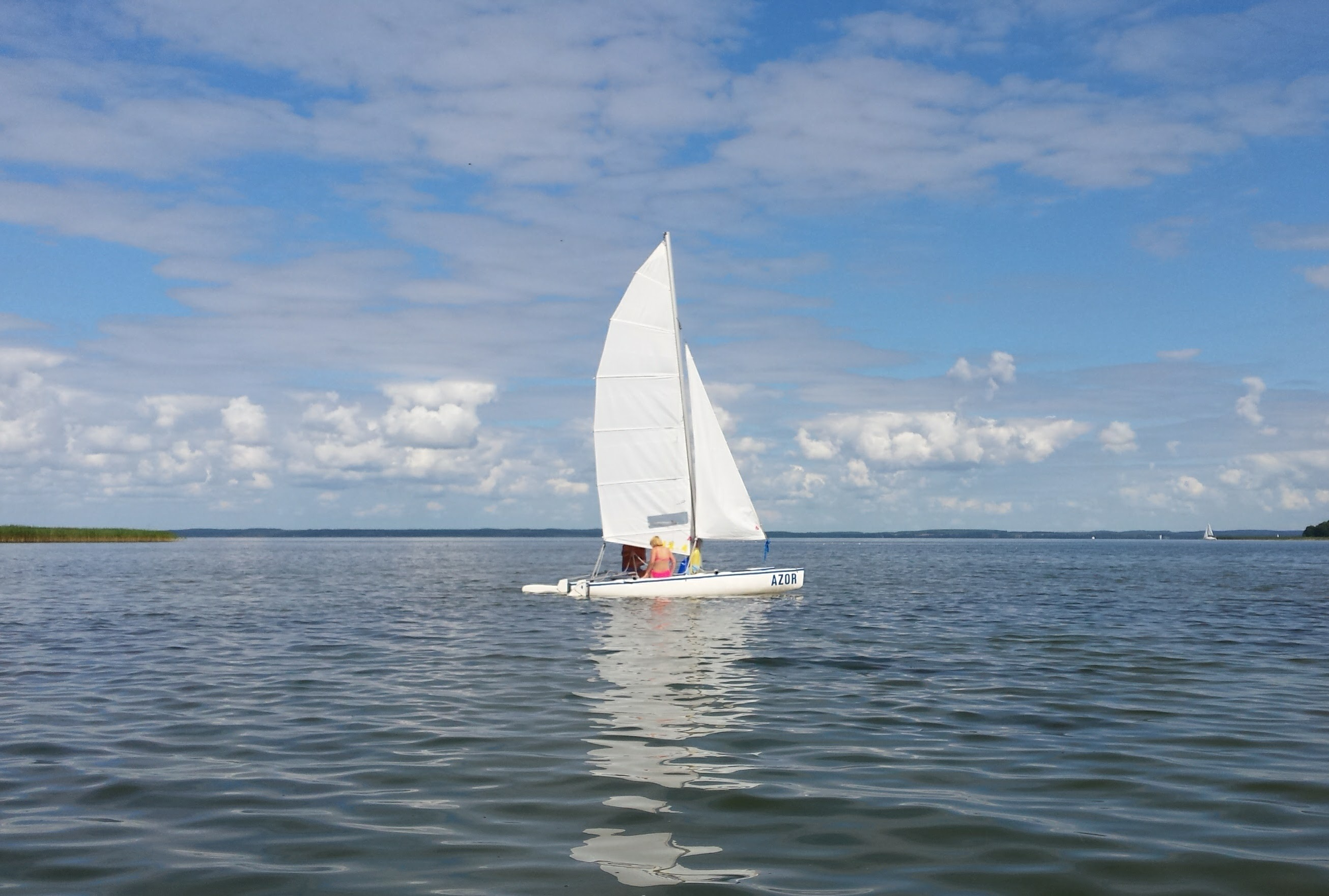
シニャルドヴィ湖

### ムロンゴヴォ
ムロンゴヴォはマズールィ湖水地方にある街。元プロイセン王国領の村ゼンスブルク Sensburg（ポーランド語名はジョンヂボルク Żądźbork）だったが、ポツダム会談によって第二次世界大戦後にドイツ領からポーランド領となり、ドイツ人牧師クリストフ・ケレスティン・ムロンゴヴィウスにちなんで「ムロンゴヴォ」と改称。近年はその自然景観を生かしてリゾートタウンとして発展している。1983年より毎年夏に開かれている「ピクニック・カントリー・ムロンゴヴォ」というカントリー・ミュージックの祭典で有名。公式サイト（英語・ポーランド語・ロシア語・リトアニア語・フランス語・ドイツ語）あり。

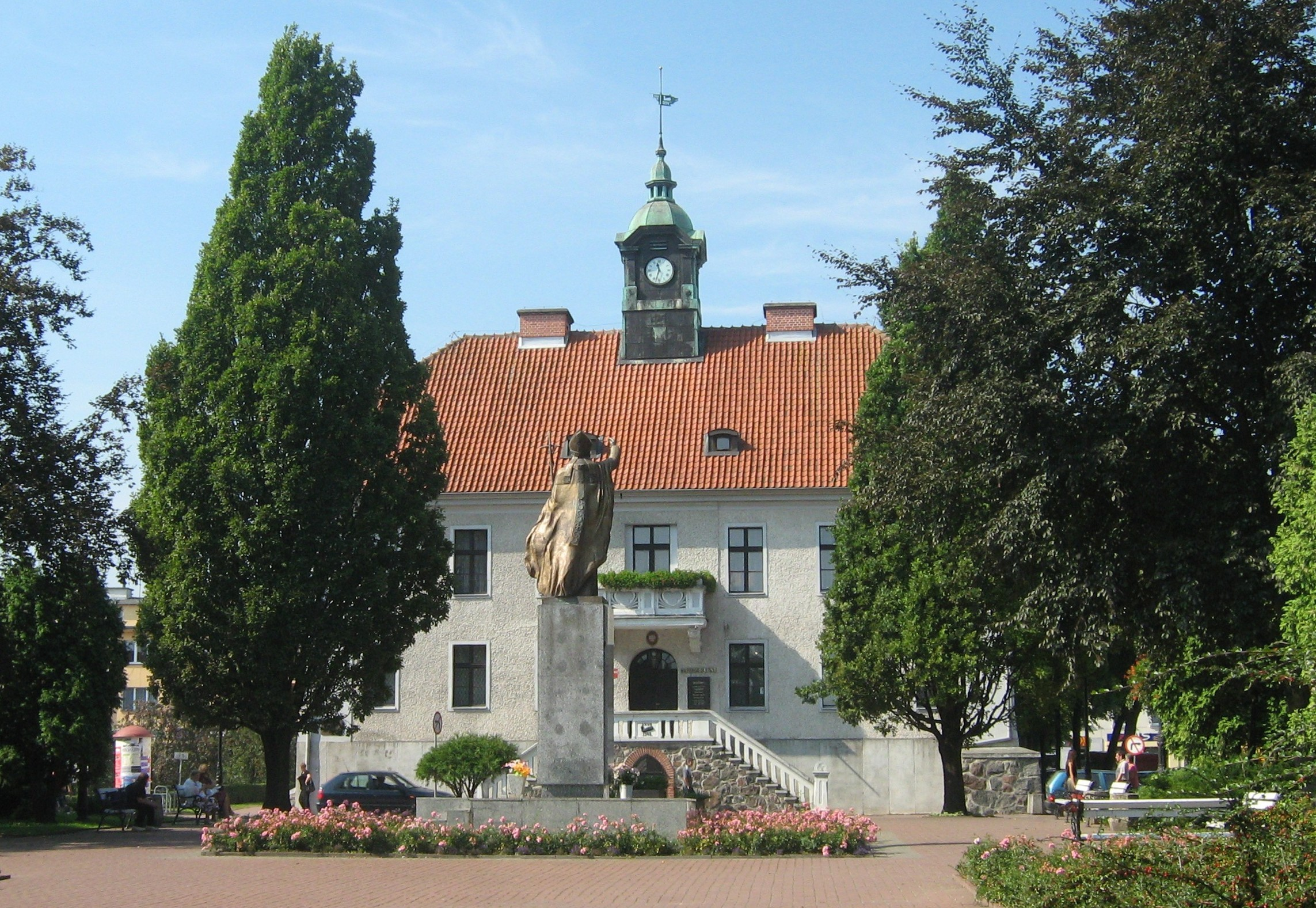
中央広場
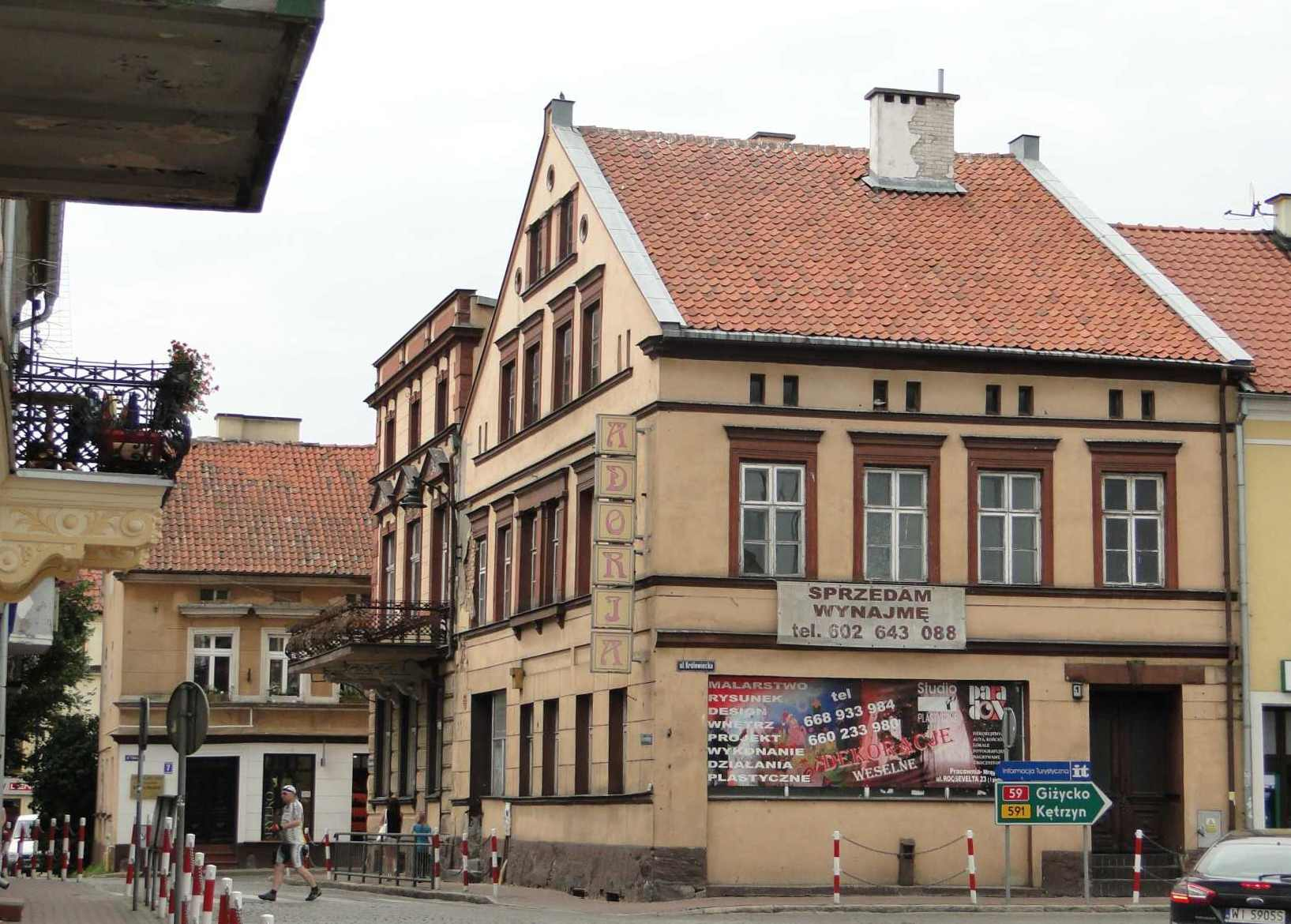
中央広場
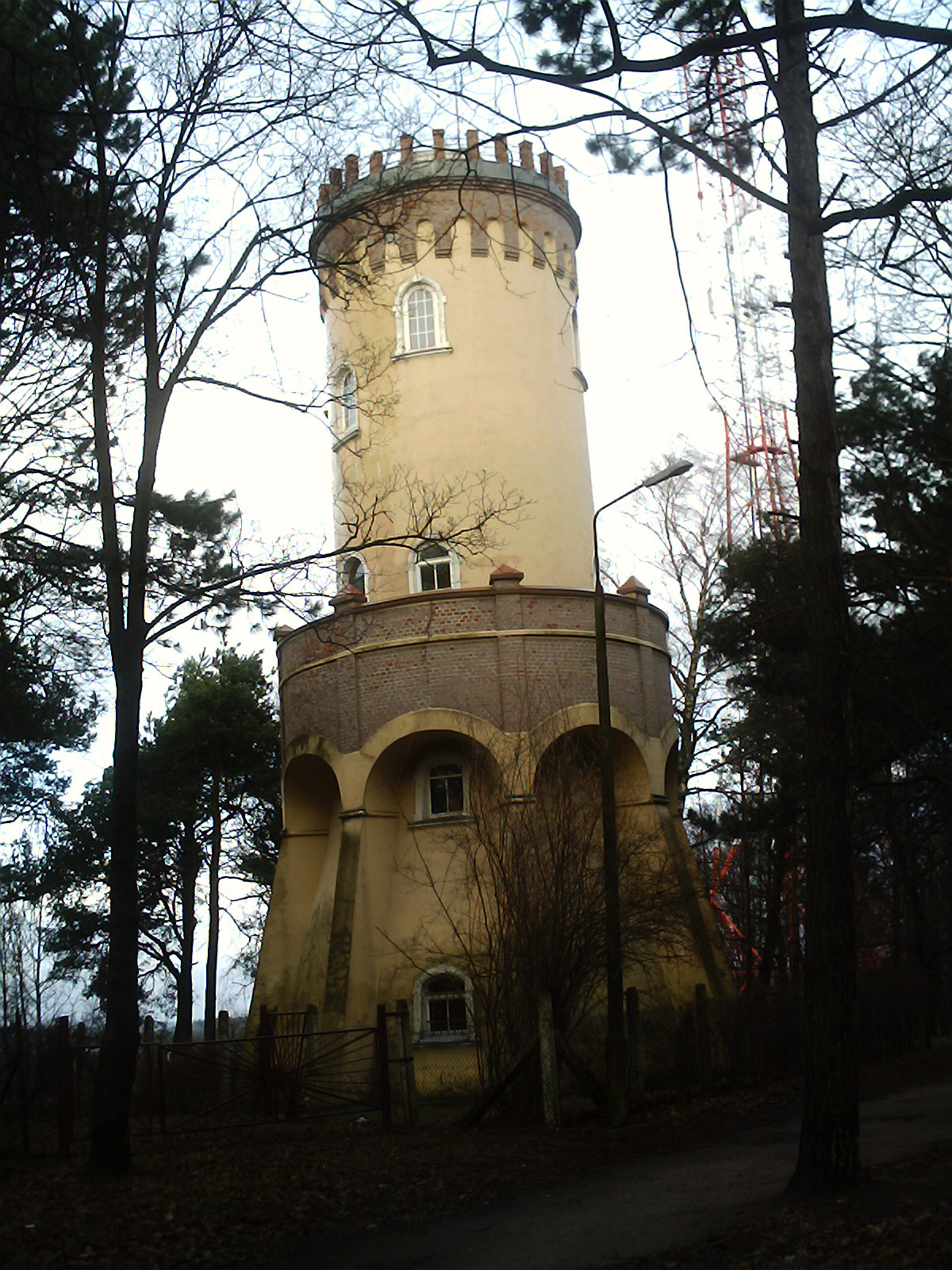
塔
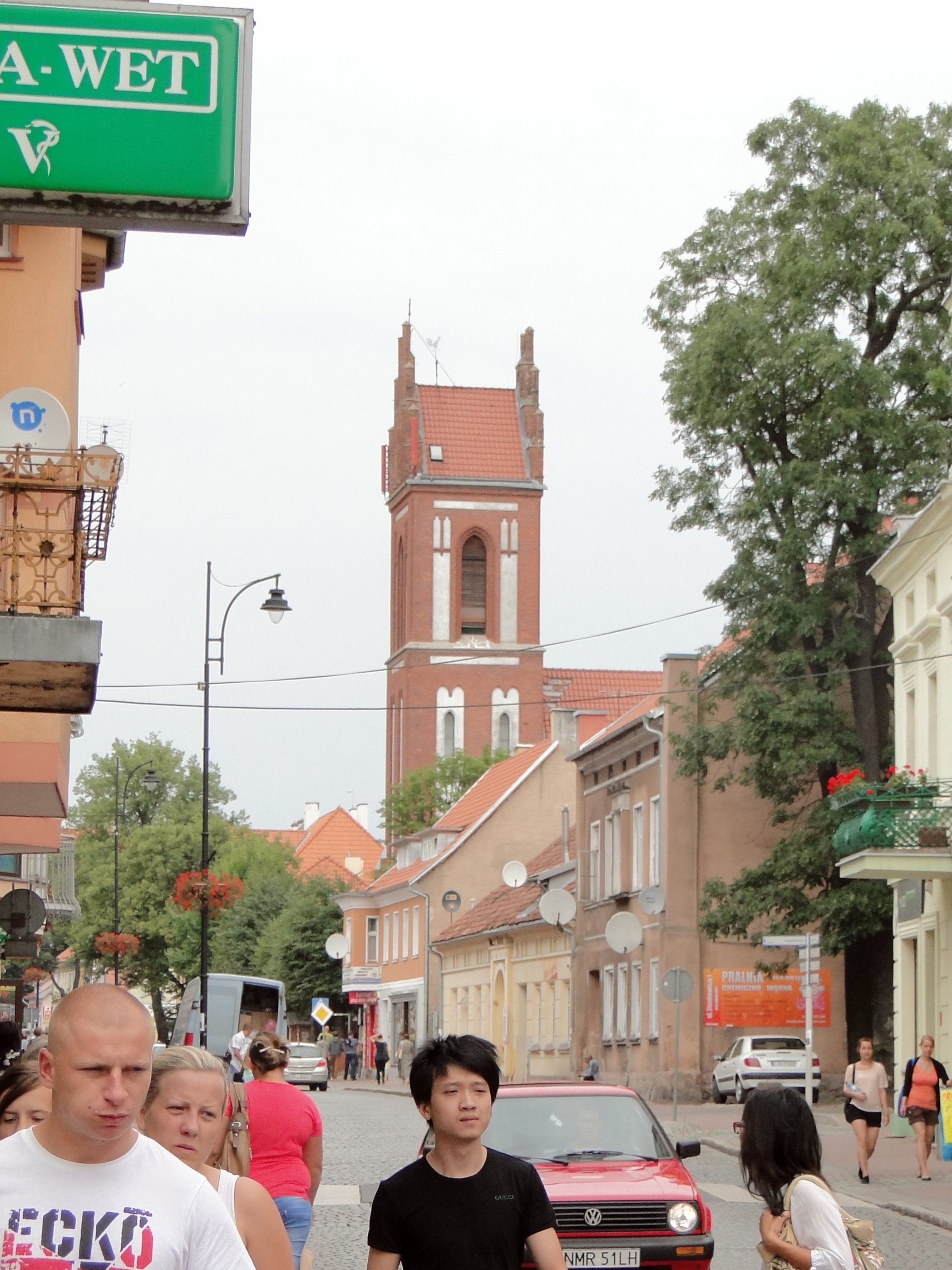
聖アダルベルト（ヴォイチェフ）教会

### オルシュティン
オルシュティンは、ヴァルミア＝マズールィ県の県都。中世に古プロシア人がチュートン騎士団に征服されてからチュートン騎士団の支配の街アレンシュタイン（Allenstein）であったが、市民がチュートン騎士団による支配を嫌い1440年には自治領連合であるプロイセン同盟に加盟してポーランド王の庇護を受け、1466年よりポーランド王領プロイセンの都市として発展。1569年にはポーランド王国に正式加盟。1772年のポーランド分割によってプロイセン王国領となり、その後ドイツ帝国領を経て、第二次世界大戦後に再びポーランド領。旧市街やチュートン騎士団城などは第二次世界大戦でのナチス・ドイツ軍とソ連軍の激しい戦いで破壊され焼け落ちたが、戦後になってポーランド市民の手で修復・再建された。公式サイト（ポーランド語）あり。

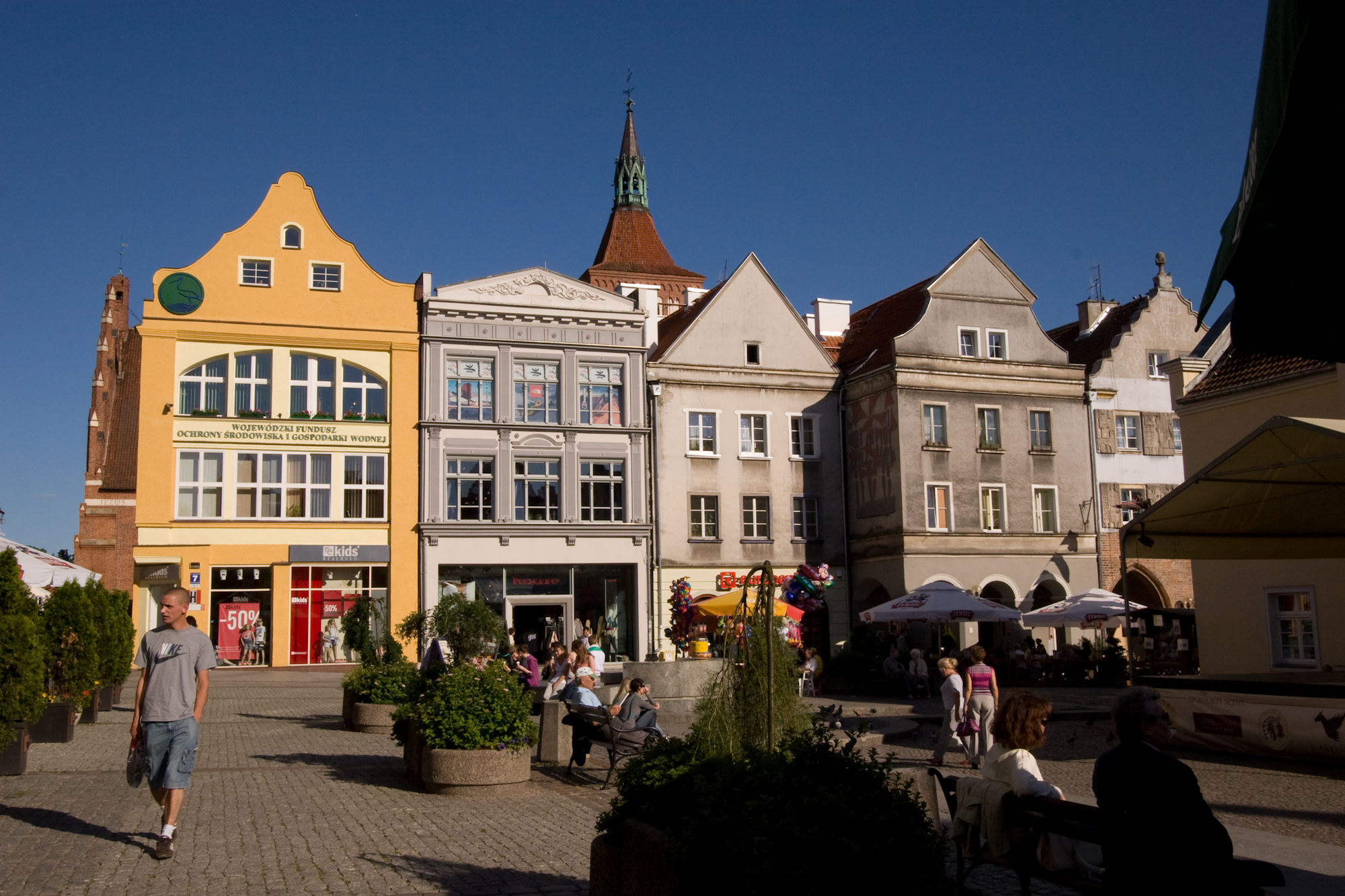
旧市街
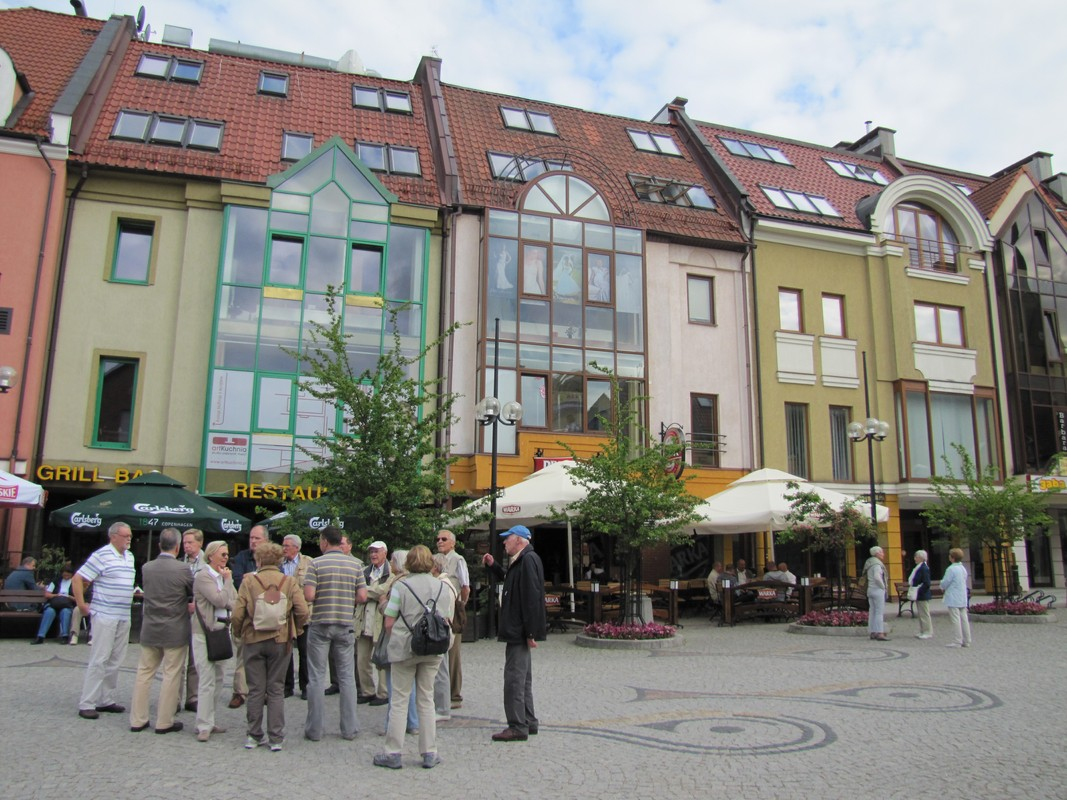
旧魚市場
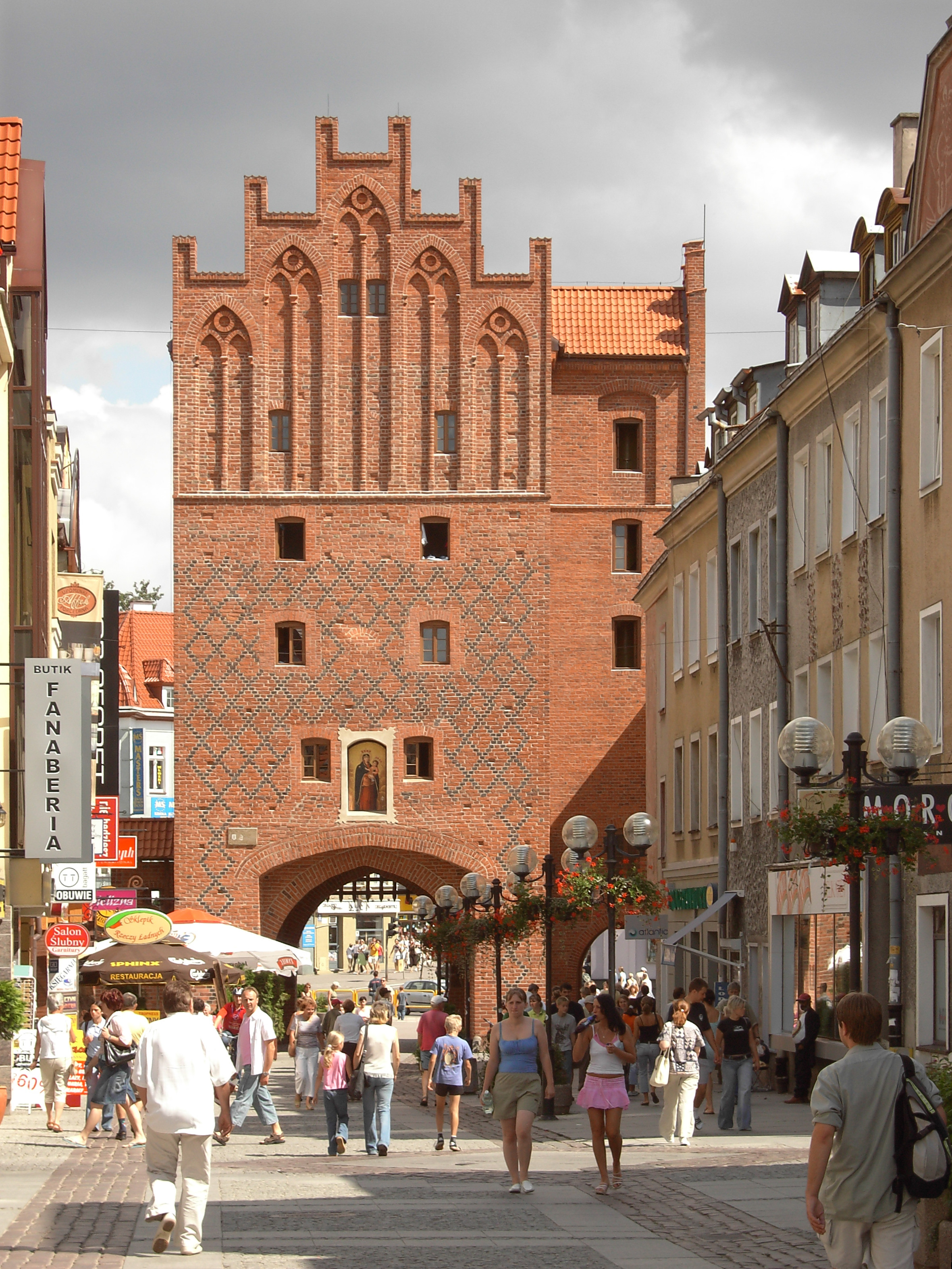
旧市街の門
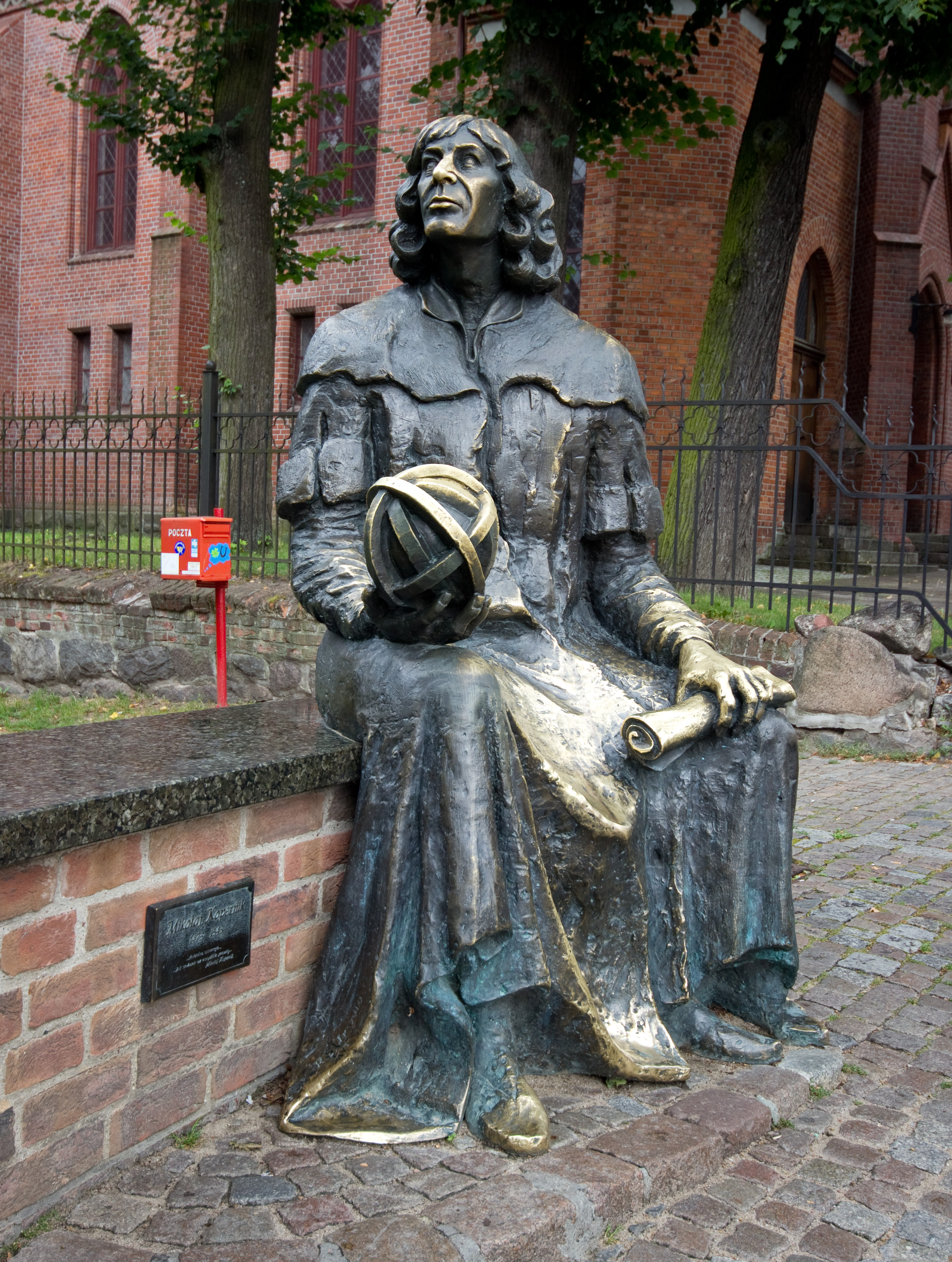
コペルニクス像
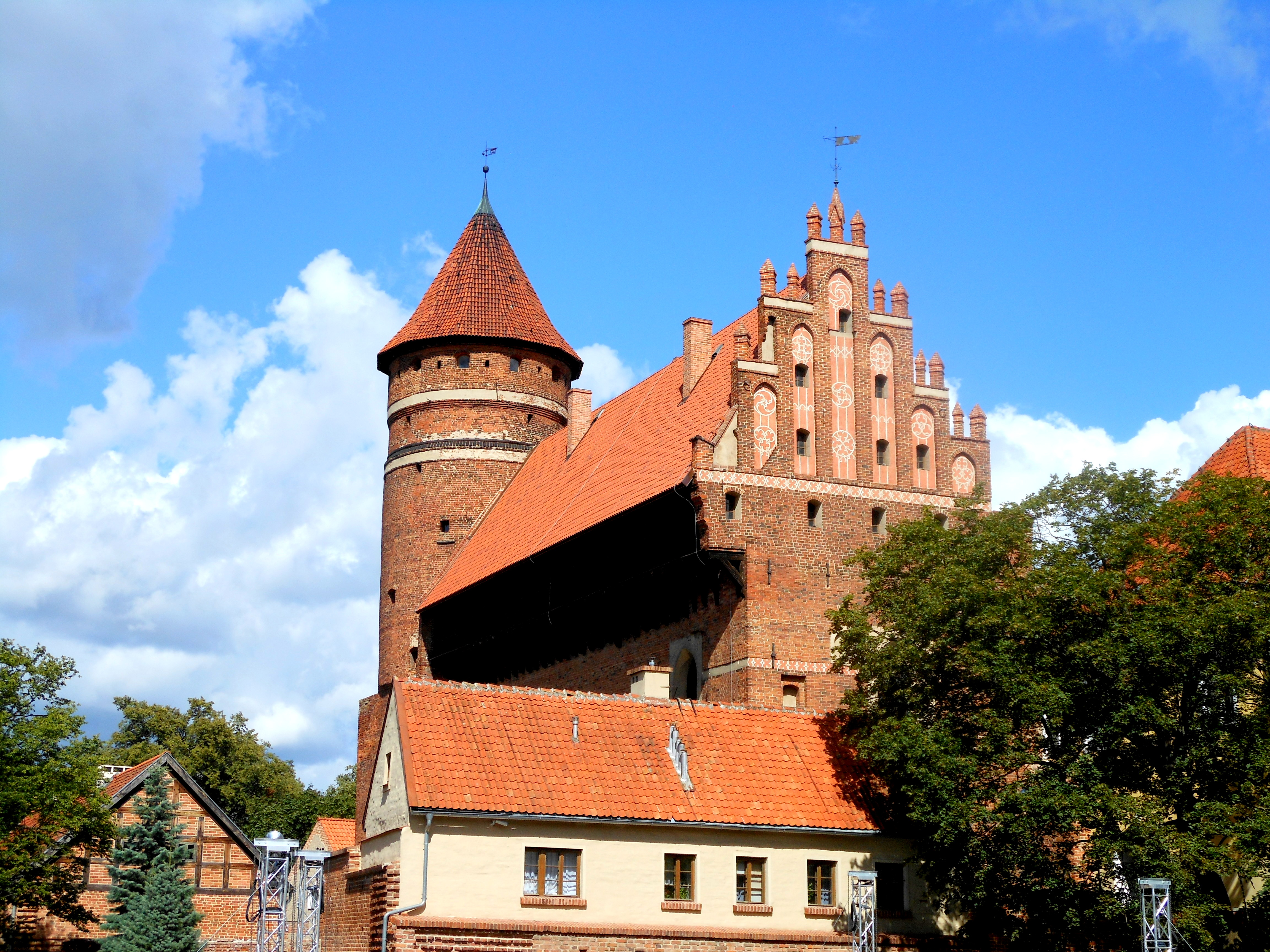
チュートン騎士団城
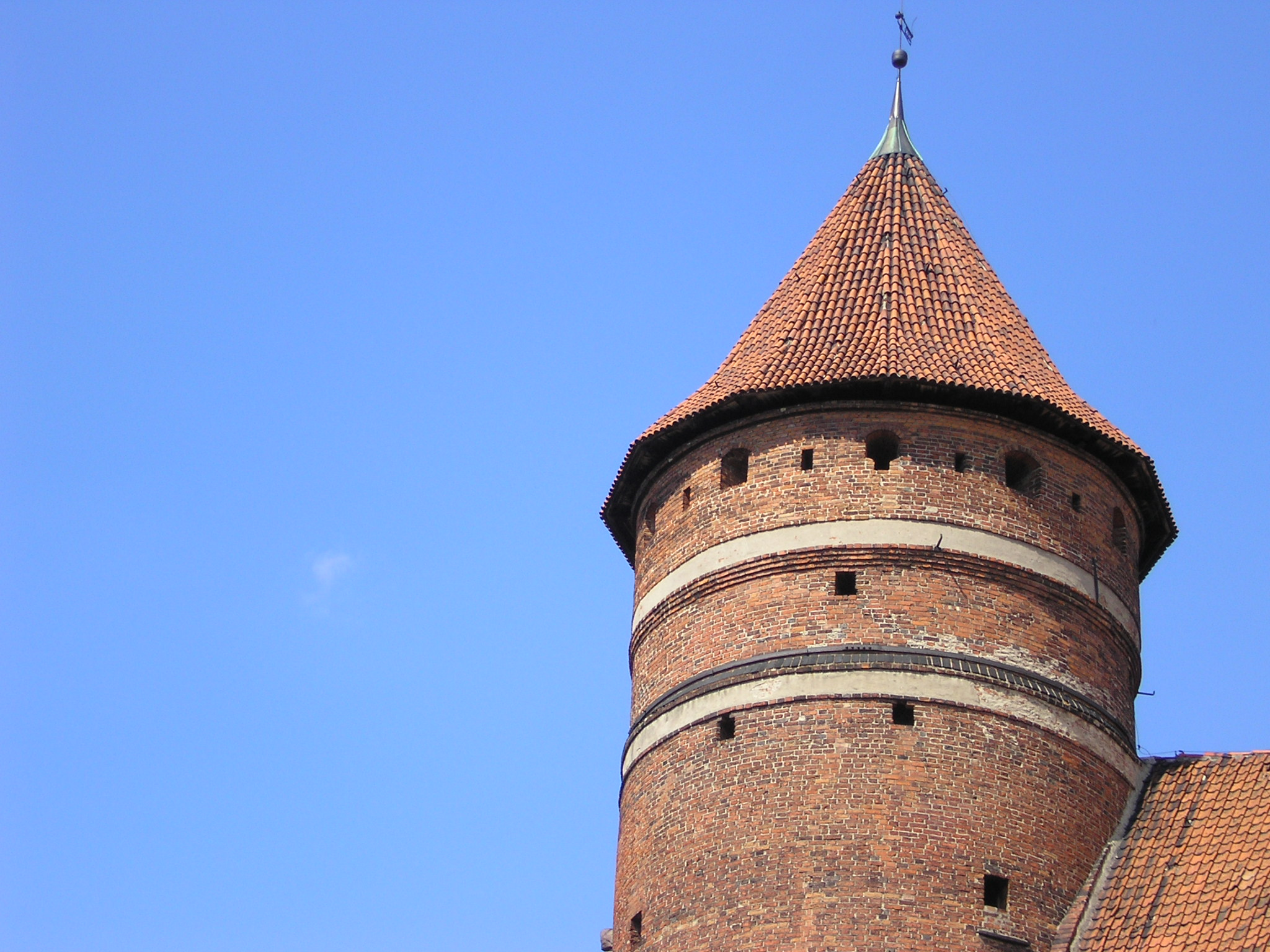
チュートン騎士団城
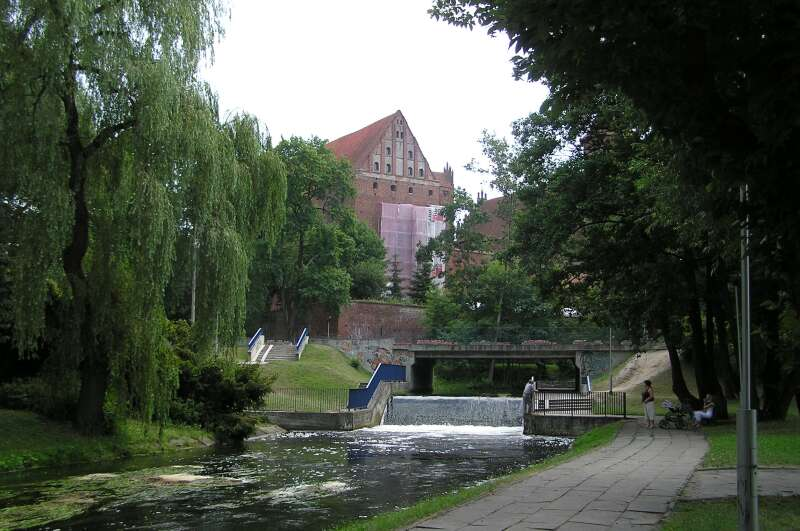
城址公園
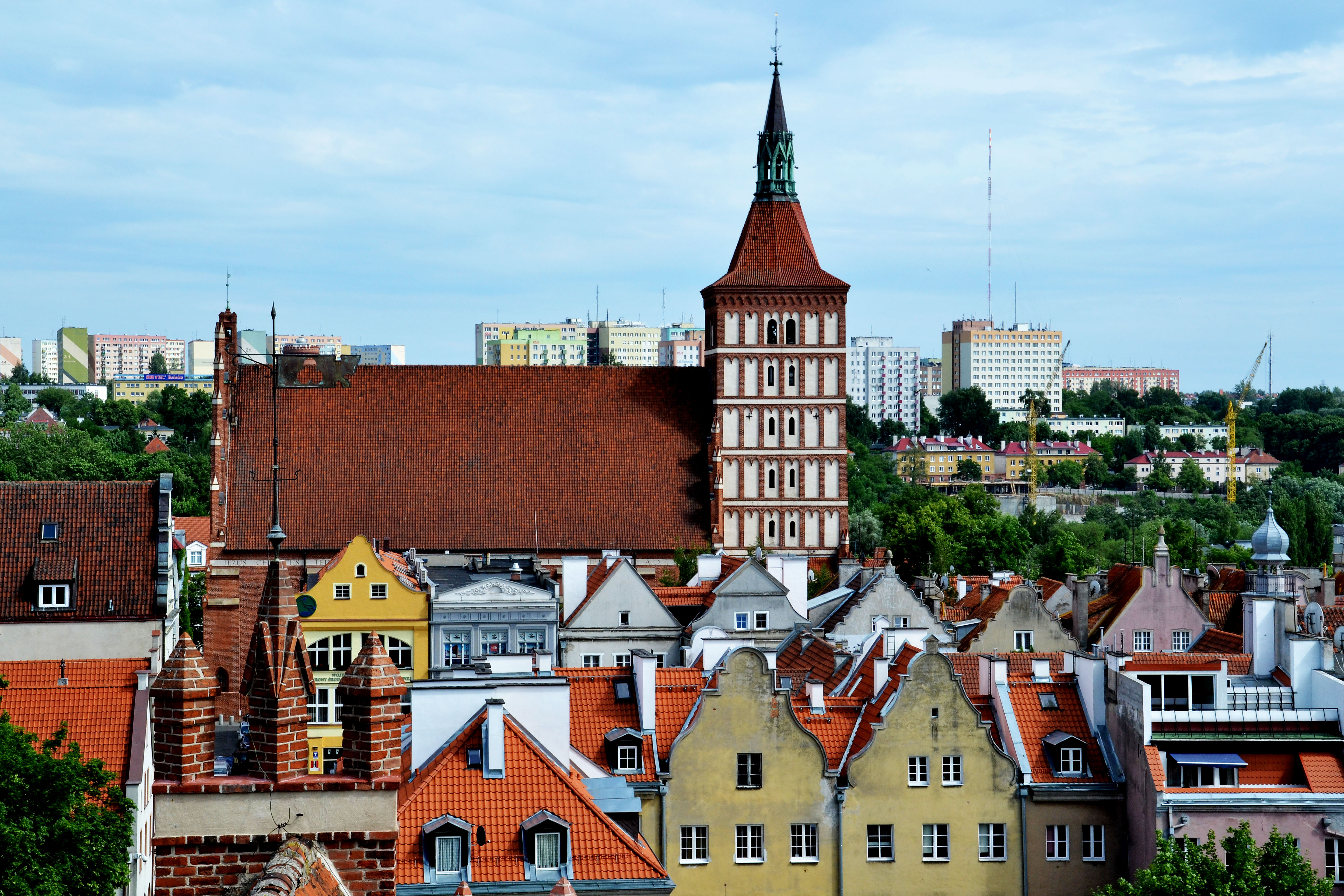
聖ヤコブ大聖堂
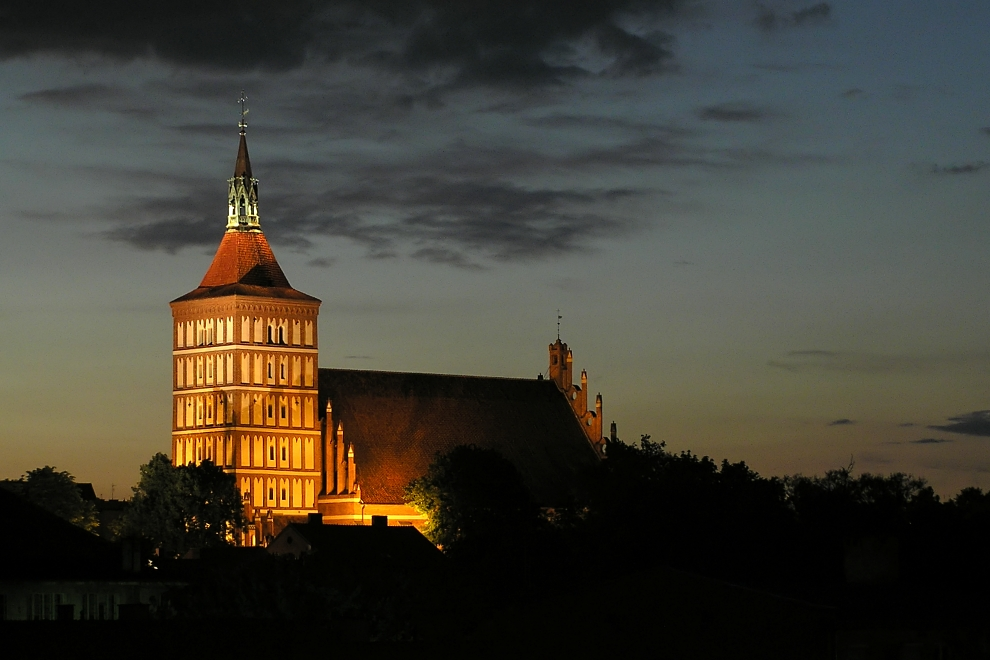
聖ヤコブ大聖堂の夕景
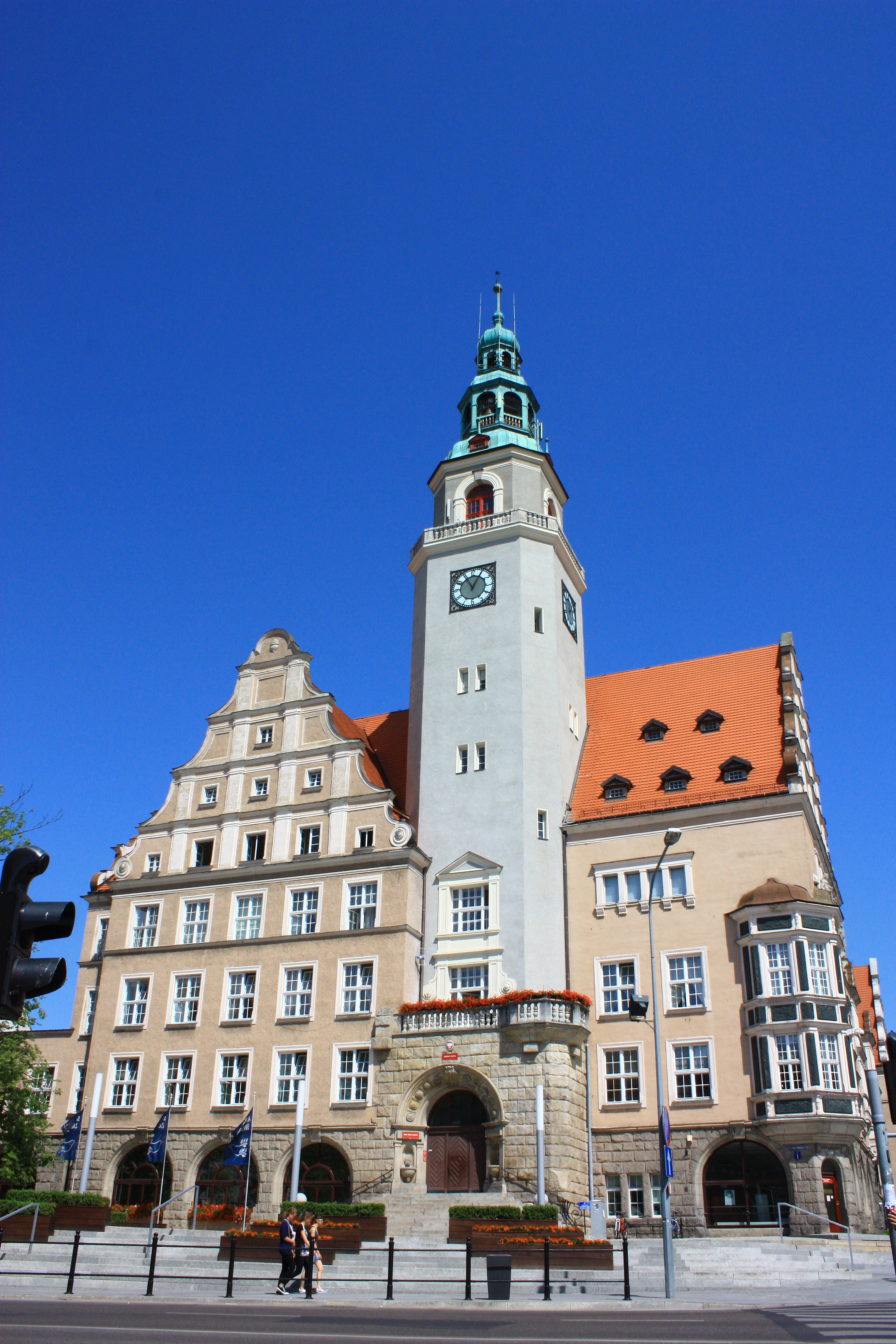
ダウンタウンの新市庁舎
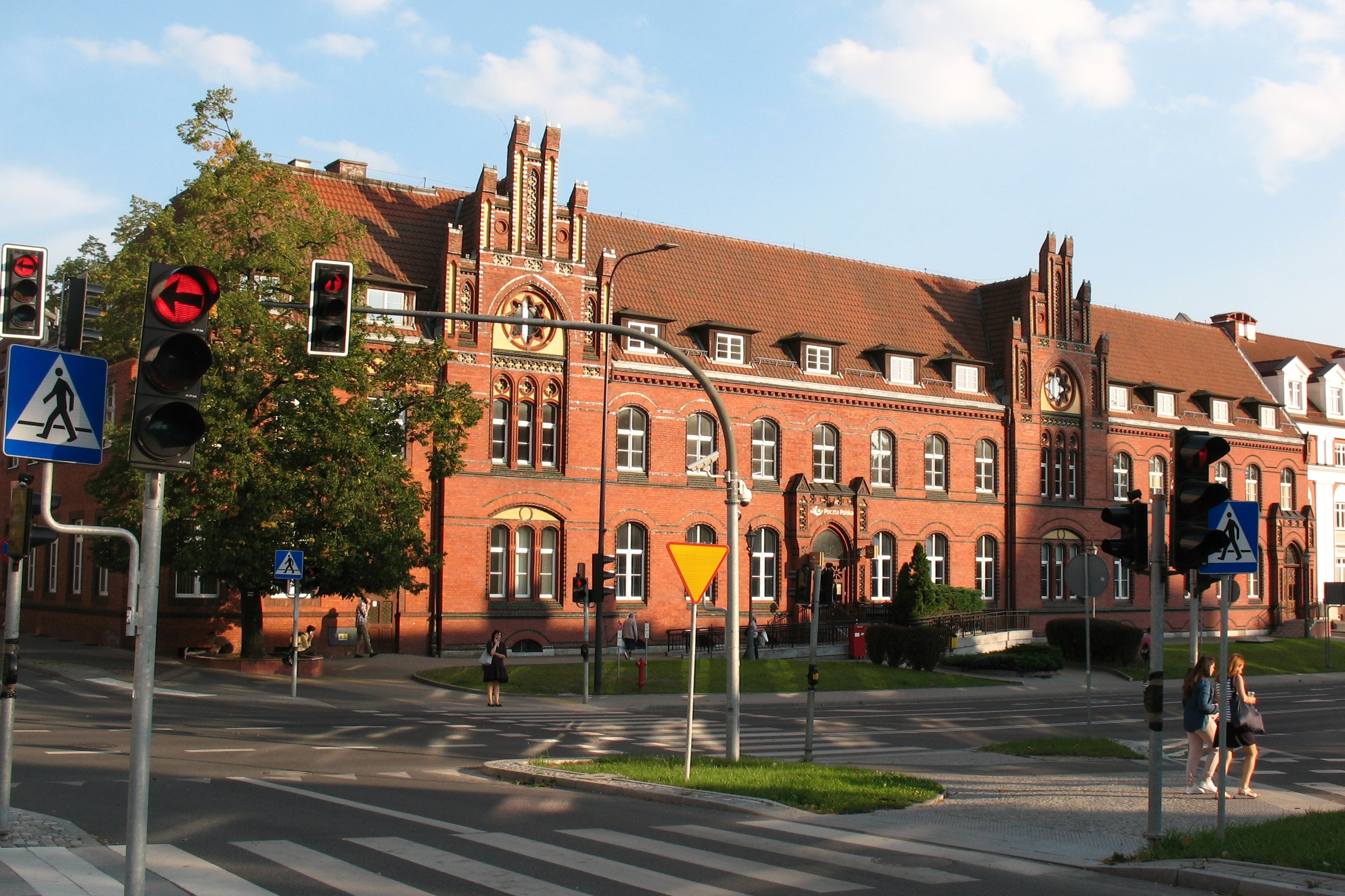
ダウンタウン
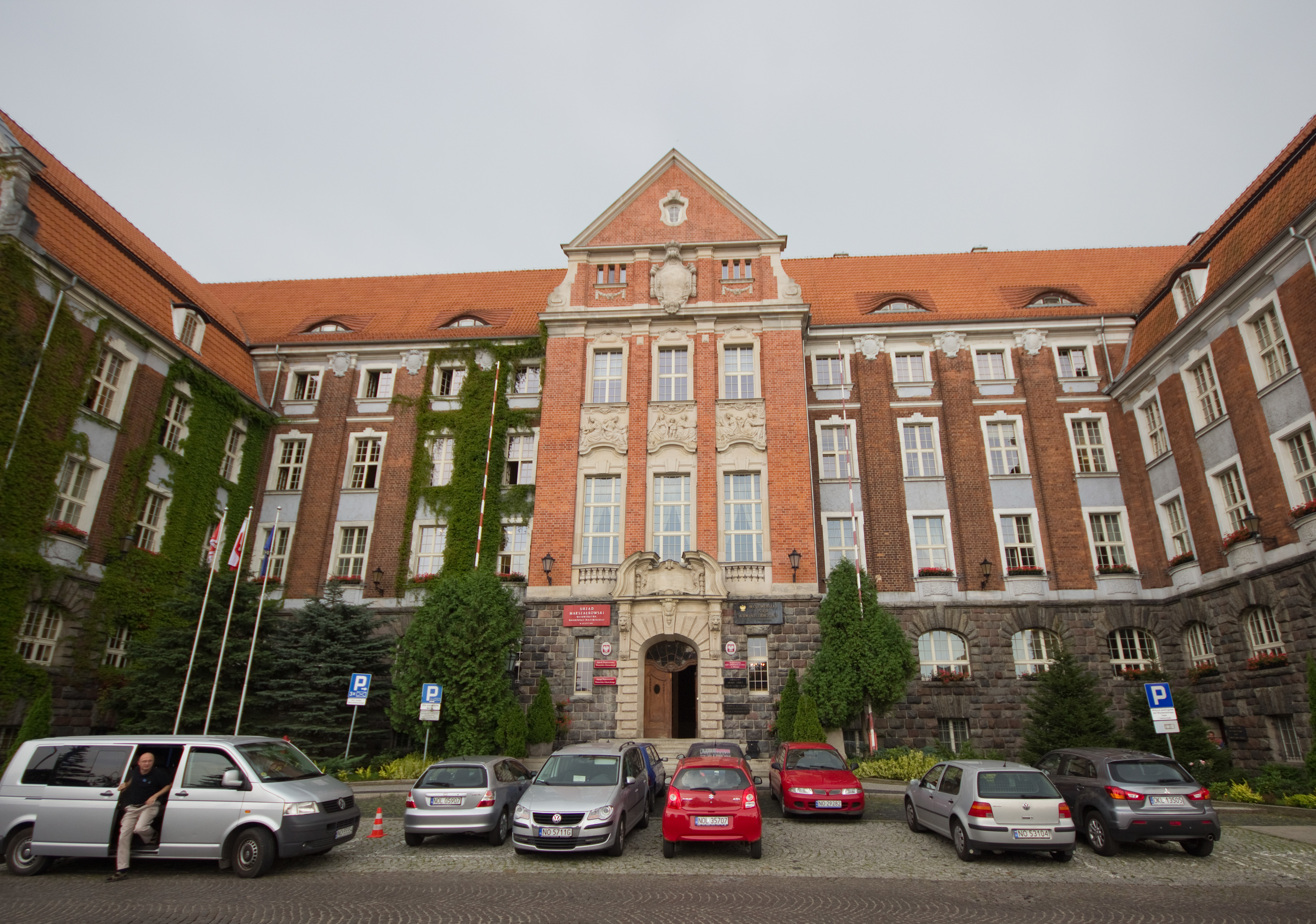
ダウンタウン
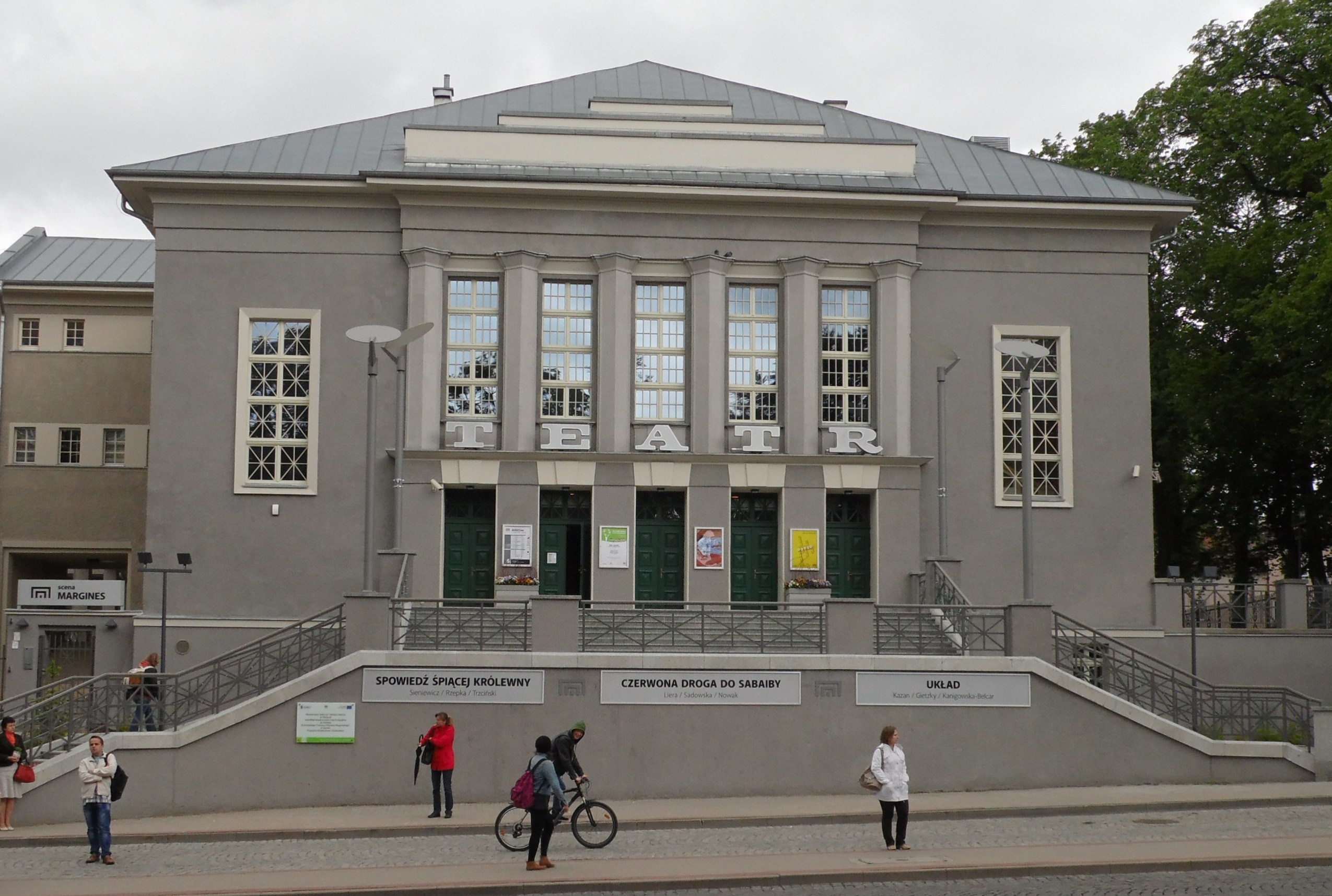
ダウンタウンにある劇場
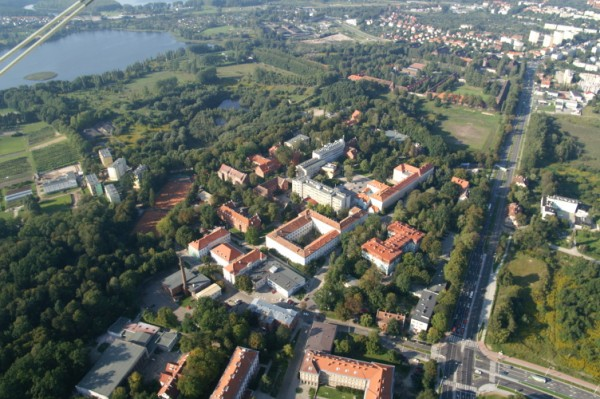
ヴァルミア・マズーリア大学
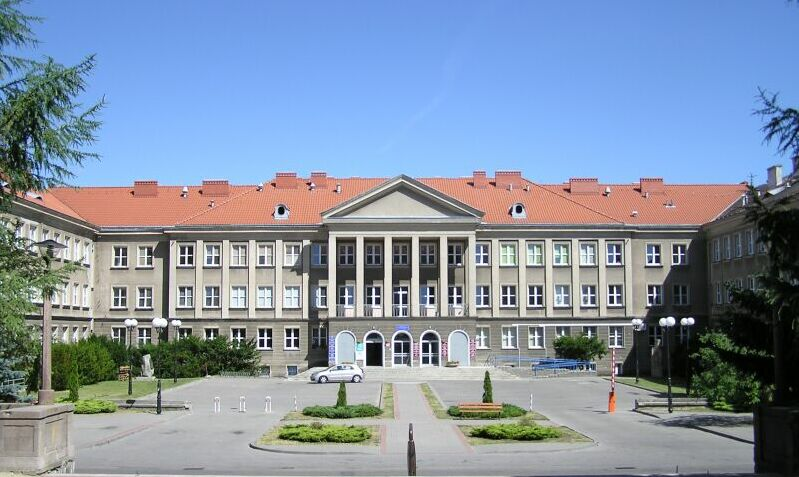
ヴァルミア・マズーリア大学
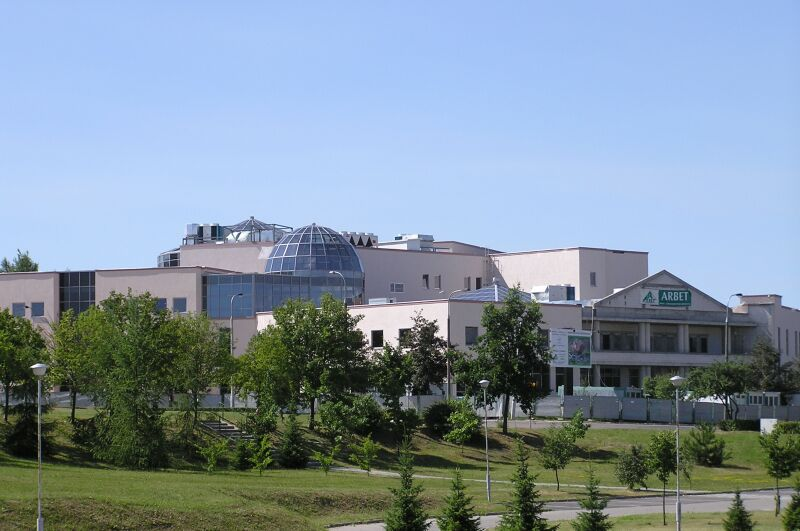
図書館
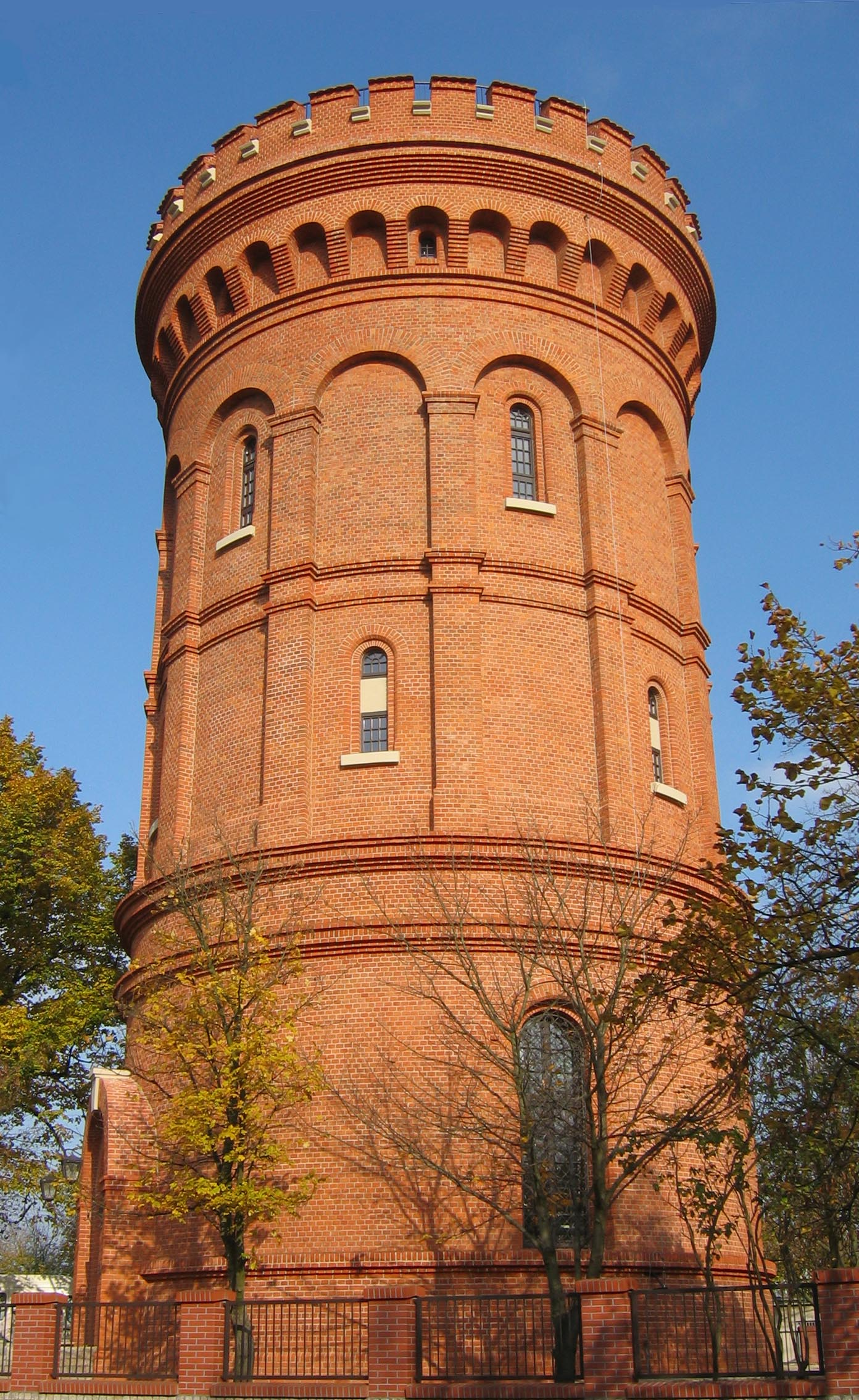
天文台
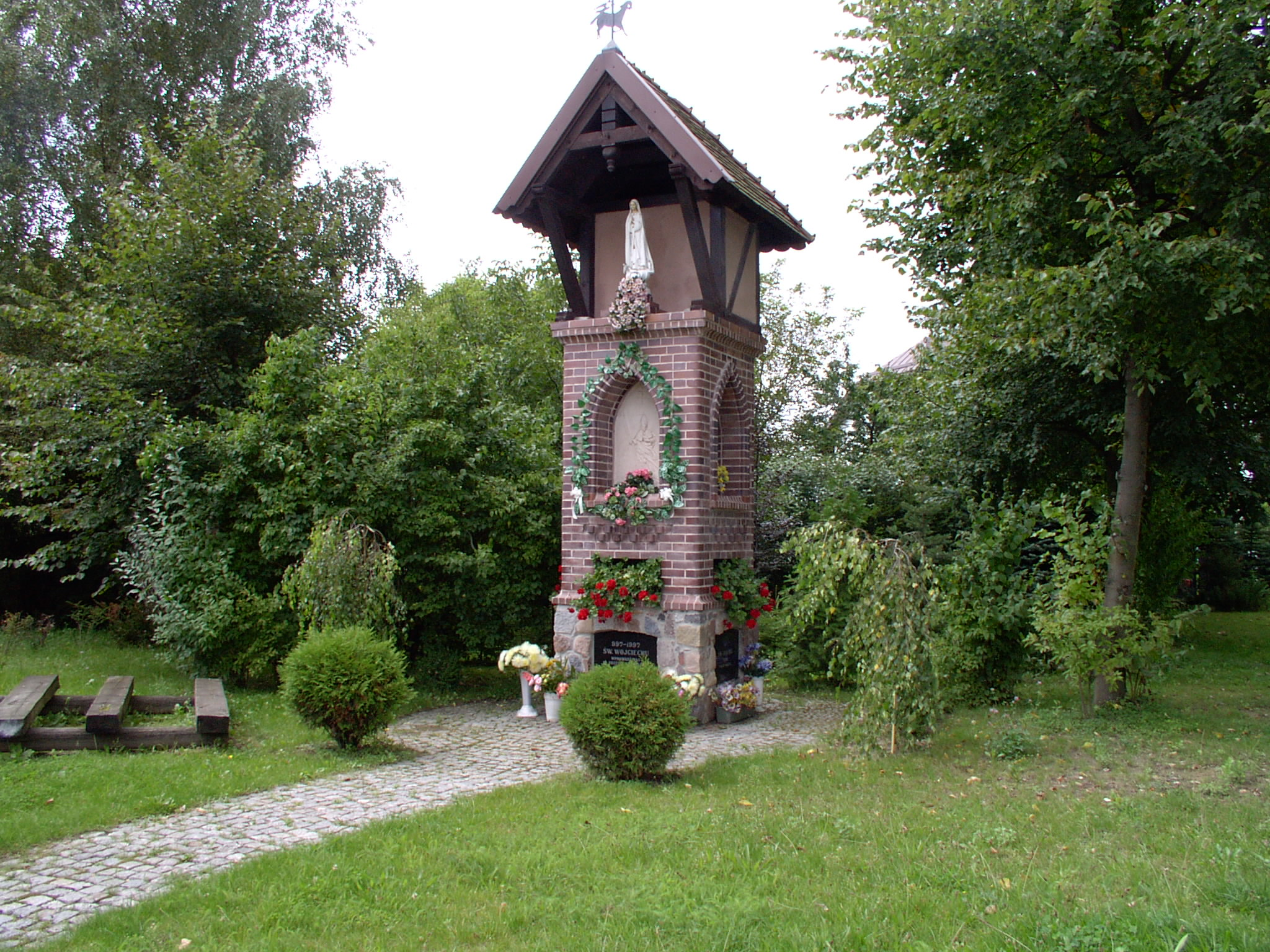
礼拝所

### オストルダ
オストルダは、湖畔にある、美しい景観を有する街。中世古プロシア人の街であったが、1270年にチュートン騎士団が防塁を築き、古プロシア人征服の拠点とした。1410年のグルンヴァルトの戦いでチュートン騎士団がポーランド・リトアニア連合軍に敗北すると、街は当時のポーランド国王ヴワディスワフ2世に献上された。その後再びチュートン騎士団が街を奪い返すが、十三年戦争で、ポーランド王国とプロイセン同盟の連合軍とチュートン騎士団軍が街を奪い合い、1466年にポーランド王国が最終的勝利を収め以後ポーランド王国領となる。1701年にはポーランド王を君主とするポーランド王領プロイセンの一部となった。第二次世界大戦ではドイツ軍とソ連軍の激しい戦闘で市街地の70%以上が破壊された。戦後はポーランド領となり、街はリゾートタウンとして再建された。オストルダとエルブロンク（上記「エルブロンク」参照）との間には運河があり、遊覧船が運航している。公式サイト（英語・ポーランド語・リトアニア語・ドイツ語）あり。

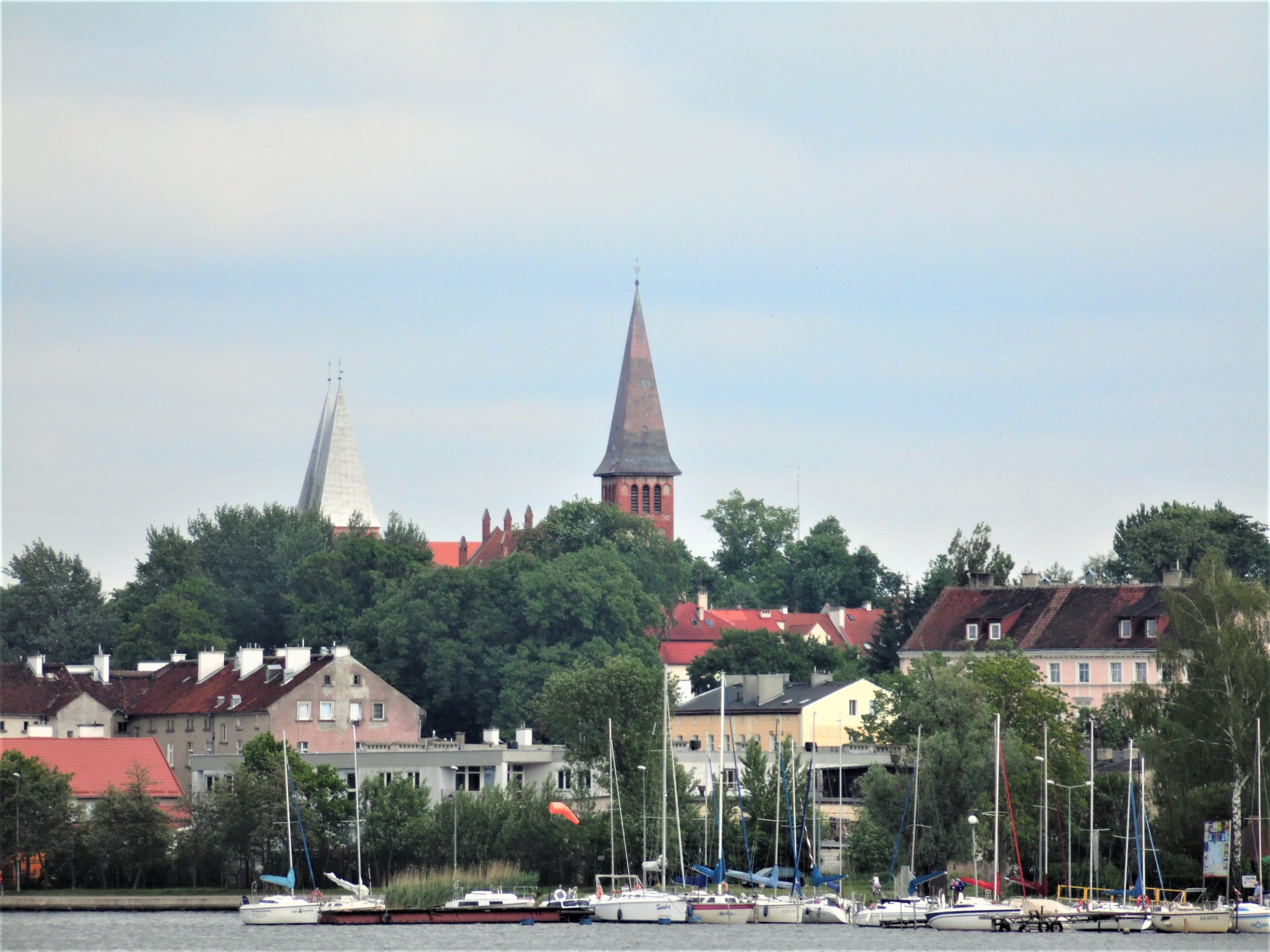
オストルダ
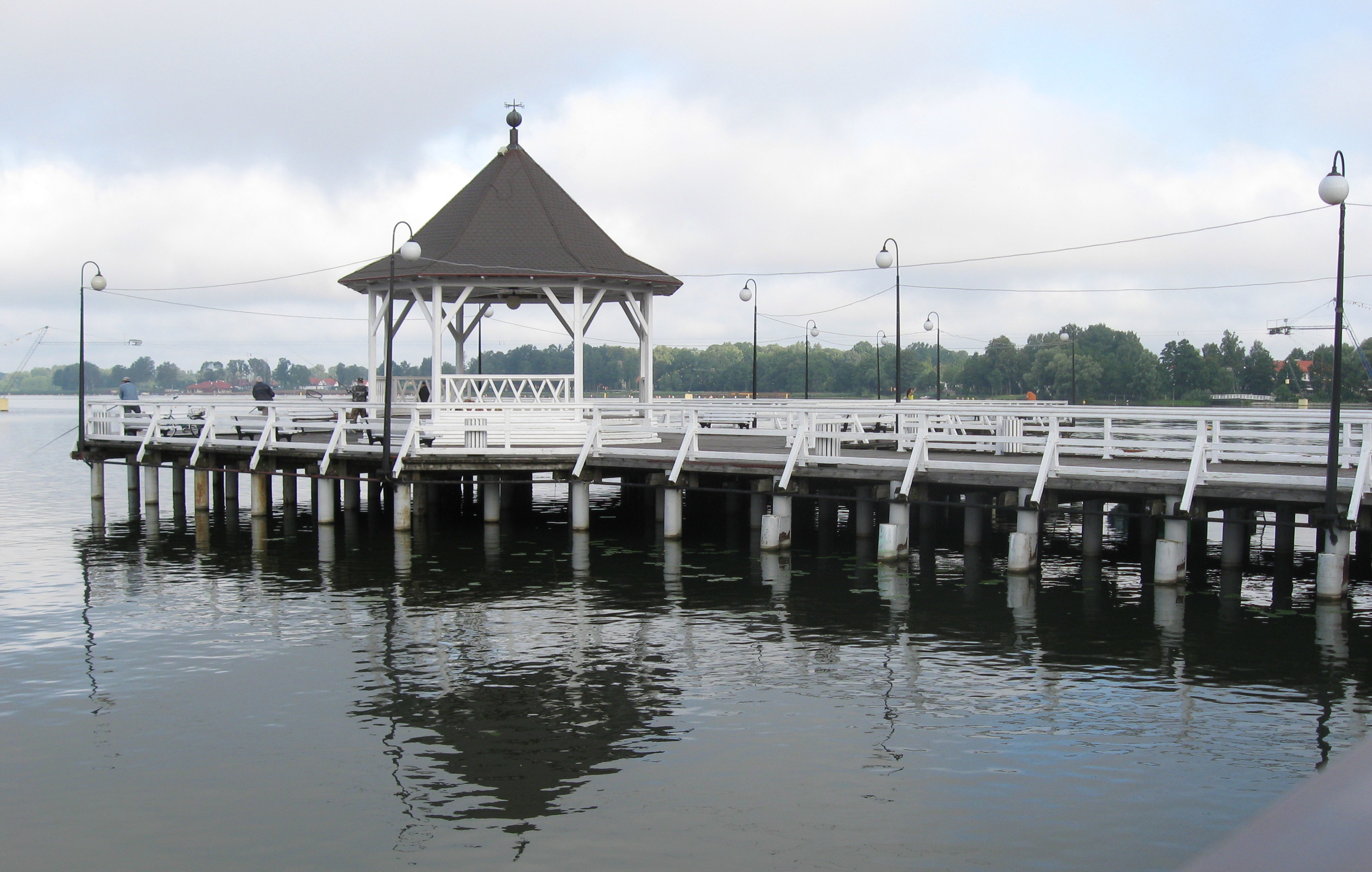
オストルダ
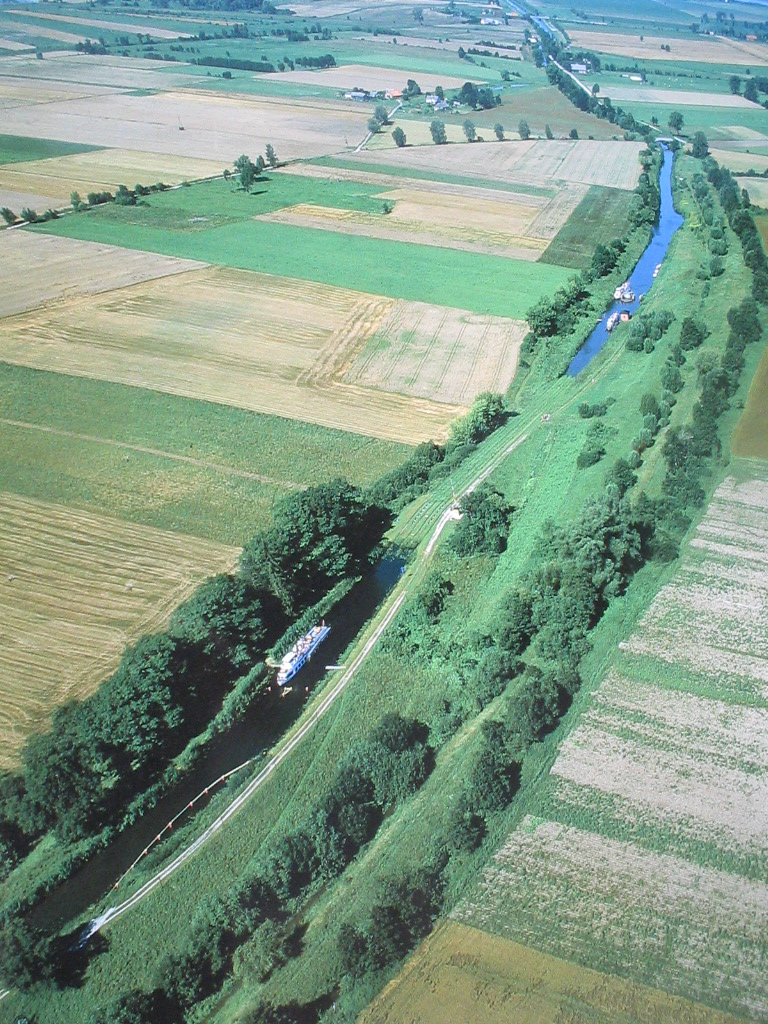
エルブロンク‐オストゥルダ運河
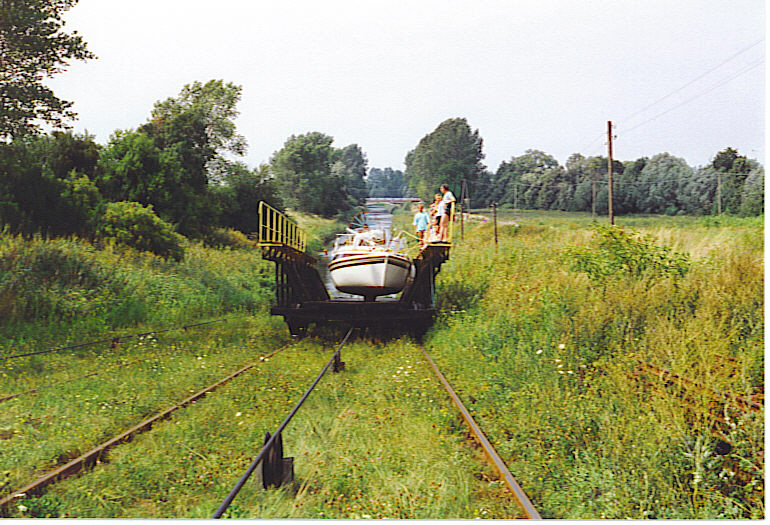
エルブロンク‐オストゥルダ運河
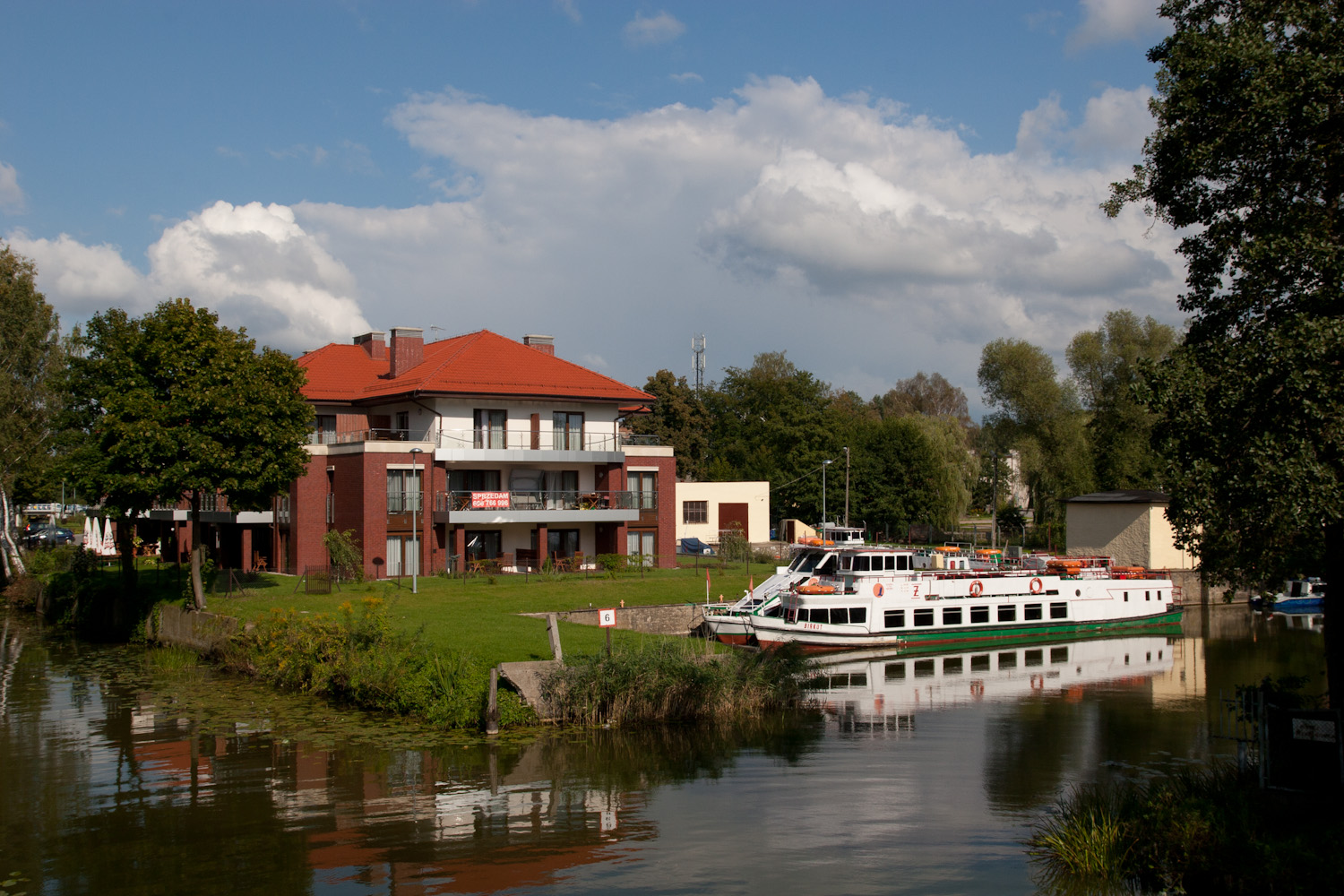
エルブロンク - オストゥルダ運河のオストゥルダ船着き場